# Liste des espèces du genre Astragalus

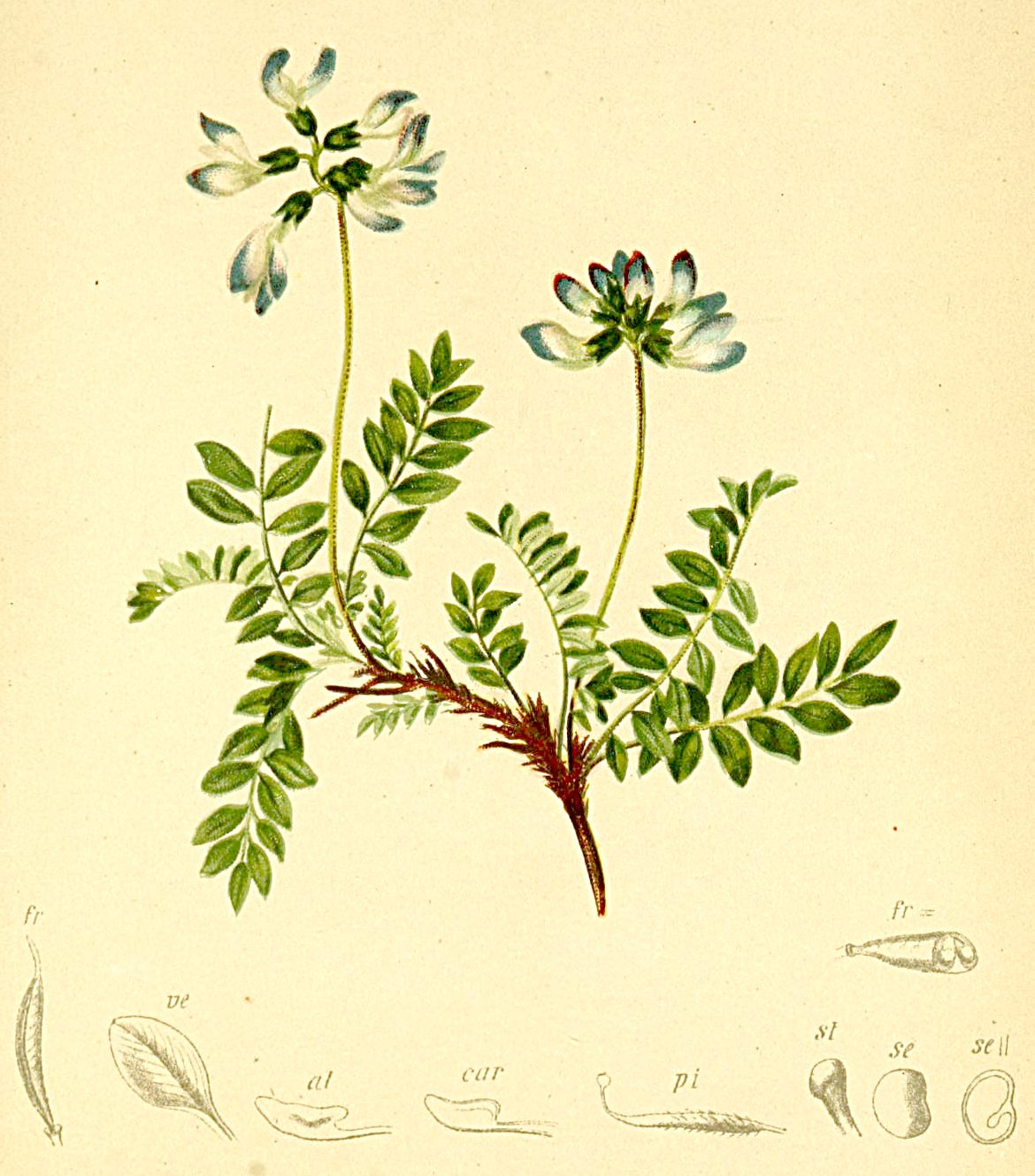
Astragalus alpinus.

La liste des espèces du genre Astragalus (famille des Fabaceae) compte 2455 espèces acceptées, ce qui en fait le genre le plus important chez les plantes à fleurs, devant Bulbophyllum (Orchidaceae) avec environ 2000 espèces et Psychotria (Rubiaceae), avec environ 1950 espèces, et parmi les Fabaceae, devant Acacia (sensu lato), avec 1540 espèces. 
Selon la base de données The Plant List, 6603 espèces d’Astragalus ont été décrites, dont 2455 (37,2 %) sont acceptées, 2599 (39,4 %) classées comme synonymes et 1549 (23,5 %) non évaluées. 	

## Liste d'espèces
Selon The Plant List (8 septembre 2018) :
- Astragalus aaronii (Eig) Zohary
- Astragalus abbreviatus Kar. & Kir.
- Astragalus abnormalis Rech.f.
- Astragalus abolinii Popov
- Astragalus aboriginum Spreng.
- Astragalus abruptus Krytzka
- Astragalus absentivus Maassoumi
- Astragalus acantherioceras Rech.f. & Koie
- Astragalus acanthocarpus Boriss.
- Astragalus acanthochristianopsis Rech.f. & Koie
- Astragalus acaulis Baker
- Astragalus acceptus Podl. & L.R. Xu
- Astragalus accidens S.Watson
- Astragalus accumbens E.Sheld.
- Astragalus achundovii B.Fedtsch.
- Astragalus ackerbergensis Freyn & Sint.
- Astragalus ackermanii Barneby
- Astragalus acmophylloides Grossh.
- Astragalus acormosus Basil.
- Astragalus acutifolius Bunge
- Astragalus acutirostris S.Watson
- Astragalus adanus A.Nelson
- Astragalus adpressipilosus Gontsch.
- Astragalus adsurgens Pall.
- Astragalus adulterinus Podlech
- Astragalus aduncus Willd.
- Astragalus adzharicus Popov
- Astragalus aegacanthoides R.Parker
- Astragalus aegobromus Boiss. & Hohen.
- Astragalus aeluropus Bunge
- Astragalus aemulans (Nevski) Gontsch.
- Astragalus aequalis Clokey
- Astragalus affghanus Boiss.
- Astragalus afghanomontanus Sirj. & Rech.f.
- Astragalus aflatunensis B.Fedtsch.
- Astragalus afyonicus (Ponert) Ponert
- Astragalus agameticus Lipsky
- Astragalus agassii Manden.
- Astragalus agnicidus Barneby
- Astragalus agraniotii Boiss.
- Astragalus agrestis G.Don
- Astragalus aharicus Maassoumi & Podlech
- Astragalus ahmed-adlii Bornm. & Gauba
- Astragalus ahouicus Parsa
- Astragalus aiwadzhii B.Fedtsch.
- Astragalus ajfreidii Aitch. & Baker
- Astragalus ajubensis Bunge
- Astragalus akkensis Coss.
- Astragalus aksaicus Schischkin
- Astragalus aksaricus Pavlov
- Astragalus aksuensis Bunge
- Astragalus aktauensis Gontsch.
- Astragalus al-hamedensis Rech.f.
- Astragalus alaarczensis Vassilcz.
- Astragalus alabugensis B.Fedtsch.
- Astragalus alaicus Freyn
- Astragalus alamliensis Rech.f.
- Astragalus alaschanensis H.C.Fu
- Astragalus alaschanus Maxim.
- Astragalus alatavicus Kar. & Kir.
- Astragalus albanicus Grossh.
- Astragalus albens Greene
- Astragalus albertii Bunge
- Astragalus albertoregelia C.Winkl. & B.Fedtsch.
- Astragalus albicans Bong.
- Astragalus albicaulis DC.
- Astragalus albido-flavus K.T.Fu
- Astragalus albulus Wooton & Standl.
- Astragalus aleppicus Boiss.
- Astragalus alexandrii Kharadze
- Astragalus alexeenkoi Gontsch.
- Astragalus alexeji Gontsch.
- Astragalus algarbiensis Bunge
- Astragalus algerianus E.Sheld.
- Astragalus aligudarzicus Parsa
- Astragalus alitschuri O.Fedtsch.
- Astragalus allochrous A.Gray
- Astragalus allotricholobus Nabelek
- Astragalus aloisii I.Deml
- Astragalus alopecias Pall.
- Astragalus alopecuroides L.
- Astragalus alopecurus Pall.
- Astragalus alpamarcae A.Gray
- Astragalus alpinus L.
- Astragalus altaicola Podlech
- Astragalus altimurensis I.Deml
- Astragalus altus Wooton & Standl.
- Astragalus alvordensis M.E.Jones
- Astragalus alyssoides Lam.
- Astragalus amabilis Popov
- Astragalus amarus Pall.
- Astragalus amatus Clos
- Astragalus ambigens Popov
- Astragalus amblytropis Barneby
- Astragalus americanus (Hook.) M.E.Jones
- Astragalus amherstianus Benth.
- Astragalus ammodendroides Bornm.
- Astragalus ammodendron Bunge
- Astragalus ammodytes Pall.
- Astragalus ammotrophus Bunge
- Astragalus amnis-amissi Barneby
- Astragalus amphioxys A.Gray
- Astragalus ampullarioides (S.L. Welsh) S.L. Welsh
- Astragalus ampullarius S.Watson
- Astragalus amygdalinus Bunge
- Astragalus anacamptoides Sirj. & Rech.f.
- Astragalus anacamptus Bunge
- Astragalus anacardius Bunge
- Astragalus anachoreticus Podlech
- Astragalus ancistrocarpus Boiss. & Hausskn.
- Astragalus andaulgensis B.Fedtsch.
- Astragalus andersianus Podlech
- Astragalus andersonii A.Gray
- Astragalus androssovianus Gontsch.
- Astragalus anemophilus Greene
- Astragalus anfractuosus Bunge
- Astragalus angarensis Bunge
- Astragalus angreni Lipsky
- Astragalus angustatus Boiss.
- Astragalus angustiflorus K.Koch
- Astragalus angustifoliolatus K.T.Fu
- Astragalus angustifolius Lam.
- Astragalus angustissimus Bunge
- Astragalus angustus (M.E. Jones) M.E. Jones
- Astragalus anisacanthus Boiss.
- Astragalus anisomerus Bunge
- Astragalus anisus M.E.Jones
- Astragalus ankylotus Fisch. & C.A.Mey.
- Astragalus anni-novi Burkart
- Astragalus annularis Forssk.
- Astragalus anserinifolius Boiss.
- Astragalus anserinus N.D.Atwood & al.
- Astragalus antheliophorus I.Deml
- Astragalus anthosphaerus Rech.f. & Gilli
- Astragalus antoninae Grig.
- Astragalus anxius Meinke & Kaye
- Astragalus aphanassjievii Gontsch.
- Astragalus aphthonus Rech.f. & Aellen
- Astragalus apiculatus Gontsch.
- Astragalus apollineus Boiss. & Heldr.
- Astragalus applegatei M.Peck
- Astragalus apricus Bunge
- Astragalus aqrabatensis Podlech
- Astragalus aquilanus Anzal.
- Astragalus aquilonius (Barneby) Barneby
- Astragalus arbelicus Bornm.
- Astragalus arbuscula Pall.
- Astragalus archibaldii Podlech
- Astragalus arcuatus Kar. & Kir.
- Astragalus ardahelicus Parsa
- Astragalus ardakensis Sirj. & Rech.f.
- Astragalus arenarius L.
- Astragalus arequipensis Vogel
- Astragalus arganaticus Regel & Herder
- Astragalus argentinus Manganaro
- Astragalus argentocalyx Podlech
- Astragalus argophyllus Torr. & A.Gray
- Astragalus arguricus Bunge
- Astragalus argutensis Bunge
- Astragalus argyroides Beck
- Astragalus argyrostachys Boiss.
- Astragalus arianus Gontsch.
- Astragalus aridovallicola P.C. Li
- Astragalus aridus A.Gray
- Astragalus arizonicus A.Gray
- Astragalus arkalycensis Bunge
- Astragalus armatus Willd.
- Astragalus armeniacus Boiss.
- Astragalus arnoldii Hemsl. & H.Pearson
- Astragalus arnottianus (Gillies) Reiche
- Astragalus arrectus A.Gray
- Astragalus artemisiformis Rassulova
- Astragalus arthurii M.E.Jones
- Astragalus arvatensis Gontsch.
- Astragalus aschuturi B.Fedtsch.
- Astragalus asclepiadoides M.E.Jones
- Astragalus askius Bunge
- Astragalus aspadanus Bunge
- Astragalus asper Jacq.
- Astragalus aspindzicus Manden. & Chinth.
- Astragalus asplundii I.M.Johnst.
- Astragalus aspreticola Podlech
- Astragalus assadii Maassoumi & Podlech
- Astragalus asterias Steven
- Astragalus asymmetricus E.Sheld.
- Astragalus athranthus Podl. & L.R. Xu
- Astragalus atraphaxifolius Rassulova
- Astragalus atratus S.Watson
- Astragalus atricapillus Bornm.
- Astragalus atropilosulus (Hochst.) Bunge
- Astragalus atropubescens J.M.Coult. & Fisher
- Astragalus atropurpureus Boiss. & Heldr.
- Astragalus atrovinosus Popov
- Astragalus atwoodii S.L.Welsh & K.H.Thorne
- Astragalus aucheri Boiss.
- Astragalus auganus Bunge
- Astragalus aulieatensis Popov
- Astragalus auratus Gontsch.
- Astragalus austinae M.E. Jones
- Astragalus austiniae A.Gray
- Astragalus australis (L.) Lam.
- Astragalus austriacus Jacq.
- Astragalus austroaegaeus Rech.f.
- Astragalus austroargentinus Gomez-Sosa
- Astragalus austrodarvasicus Rassulova
- Astragalus austrodshungaricus Golosk.
- Astragalus austroferganicus Kamelin & R.Vinogr.
- Astragalus austrosachalinensis N.S.Pavlova
- Astragalus austrosibiricus Schischkin
- Astragalus autranii Bald.
- Astragalus avicennicus Parsa
- Astragalus azizii Maassoumi
- Astragalus aznabjurticus Grossh.
- Astragalus baba-alliar Parsa
- Astragalus babakhanloui Maassoumi & Podlech
- Astragalus babatagii Popov
- Astragalus bachardeni Kamelin & Kovalevsk.
- Astragalus bachmarensis Grossh.
- Astragalus badamensis Popov
- Astragalus badghysi Popov
- Astragalus baghlanensis I.Deml
- Astragalus bahrakianus Grey-Wilson
- Astragalus baionensis Loisel.
- Astragalus baissunensis Lipsky
- Astragalus baitagensis N.Ulziykh.
- Astragalus bakaliensis Bunge
- Astragalus bakuensis Bunge
- Astragalus balchanensis Boriss.
- Astragalus balchaschensis Sumnev.
- Astragalus baldshuanicus Popov
- Astragalus balearicus Chater
- Astragalus balfourianus G.Simpson
- Astragalus balkaricus Sytin
- Astragalus bamianicus Podlech
- Astragalus banzragczii N.Ulziykh.
- Astragalus baranovii Popov
- Astragalus barbatus Lam.
- Astragalus barnassari Grossh.
- Astragalus barnebyi S.L.Welsh & N.D.Atwood
- Astragalus bashgalensis Podlech
- Astragalus bashmensis Maassoumi
- Astragalus basiflorus E.Peter
- Astragalus basilicus Podlech & Maassoumi
- Astragalus basilii Kamelin & Kovalevsk.
- Astragalus basineri Trautv.
- Astragalus batangensis E.Peter
- Astragalus baxoiensis Podl. & L.R. Xu
- Astragalus bayattii Bornm. & Gauba
- Astragalus bazmanicus Podlech
- Astragalus beathii C.L.Porter
- Astragalus beatleyae Barneby
- Astragalus beckerianus Trautv.
- Astragalus beckii Bornm.
- Astragalus beckwithii Torr. & A.Gray
- Astragalus behboudii Sirj. & Rech.f.
- Astragalus beketowi (Krasn.) B.Fedtsch.
- Astragalus belcheraghensis Podlech
- Astragalus bellus (Kuntze) R.E.Fr.
- Astragalus bergii Hieron.
- Astragalus bernardinus M.E.Jones
- Astragalus berteri Colla
- Astragalus berterianus (Moris) Reiche
- Astragalus bezudensis Sirj. & Rech.f.
- Astragalus bhotanensis Baker
- Astragalus bibracteolatus Sirj. & Rech.f.
- Astragalus bibullatus Barneby & E.L.Bridges
- Astragalus bicolor Lam.
- Astragalus bicristatus A.Gray
- Astragalus bicuspis Fisch.
- Astragalus bidentatus Kunth
- Astragalus biebersteinii Bunge
- Astragalus bifidus Turcz.
- Astragalus bifoliolatus Sirj. & Rech.f.
- Astragalus bijugus Sirj. & Rech.f.
- Astragalus bilobatoalatus (Rassulova) Podl.
- Astragalus biovulatus Bunge
- Astragalus birjandicus Parsa
- Astragalus bischkendicus Gontsch.
- Astragalus biserrula Bunge
- Astragalus bisulcatus (Hook.) A.Gray
- Astragalus bithynicus (Bornm.) Podl. & Sytin
- Astragalus blandulus Podl. & L.R. Xu
- Astragalus bobrovii B.Fedtsch.
- Astragalus bodeanus Fisch.
- Astragalus bodinii E.Sheld.
- Astragalus boelckei Gomez-Sosa
- Astragalus boeticus L.
- Astragalus bogensis Rassulova
- Astragalus bolanderi A.Gray
- Astragalus bombycinus Boiss.
- Astragalus bonariensis Gomez-Sosa
- Astragalus bor-bulakensis Rassulova
- Astragalus bordschensis Bornm.
- Astragalus borissianus Gontsch.
- Astragalus bornmuellerianus B.Fedtsch.
- Astragalus borodinii Krasn.
- Astragalus borraginaceus Rech.f.
- Astragalus borujerdicus Parsa
- Astragalus bosbutooensis Nikitina & Sudn.
- Astragalus bossuensis Popov
- Astragalus bounophilus Boiss.
- Astragalus bourgaeanus Coss.
- Astragalus bourgovii A.Gray
- Astragalus bowes-lyonii Podlech
- Astragalus brachybotrys Bunge
- Astragalus brachycarpus M.Bieb.
- Astragalus brachycentrus Fisch.
- Astragalus brachylobus DC.
- Astragalus brachyodontus Boiss.
- Astragalus brachypetalus Trautv.
- Astragalus brachypodus Boiss.
- Astragalus brachypus Schrenk
- Astragalus brachyrachis Popov
- Astragalus brachysemia Podl. & L.R. Xu
- Astragalus brachystachys DC.
- Astragalus brachytrichus Podl. & L.R. Xu
- Astragalus brachytropis (Stev.) C.A.Mey.
- Astragalus brackenridgei A.Gray
- Astragalus bracteosus Boiss. & Noe
- Astragalus brahuicus Bunge
- Astragalus brandegeei Porter
- Astragalus brandegei Porter & J.M.Coult.
- Astragalus brauntonii Parish
- Astragalus brazoensis Buckley
- Astragalus brevialatus H.T.Tsai & T.F.Yu
- Astragalus brevicalyx (Eig) Ponert
- Astragalus brevidens Freyn & Sint.
- Astragalus brevidentatiformis Sirj. & Rech.f.
- Astragalus brevifolius Ledeb.
- Astragalus brevipes Bunge
- Astragalus brevipetiolatus Sirj. & Rech.f.
- Astragalus breviscapus B.Fedtsch.
- Astragalus brevivexillatus Podl. & L.R. Xu
- Astragalus breweri A.Gray
- Astragalus brotherusii Podlech
- Astragalus bruguieri Boiss.
- Astragalus brunsianus Bornm.
- Astragalus bryantii Barneby
- Astragalus bryogenes Barneby
- Astragalus bucharicus Regel
- Astragalus buchtormensis Pall.
- Astragalus buhseanus Bunge
- Astragalus bungeanus Boiss.
- Astragalus burkartii I.M.Johnst.
- Astragalus burqinensis Podl. & L.R. Xu
- Astragalus buschiorum Galushko
- Astragalus bustillosii Clos
- Astragalus butkovii Popov
- Astragalus bylowae Elenevsky
- Astragalus cachinalensis Phil.
- Astragalus caeruleopetalinus Y.C.Ho
- Astragalus caespitosulus Gontsch.
- Astragalus calamistratus Podlech
- Astragalus calcareus Sirj. & Rech.f.
- Astragalus calcicolus Podlech
- Astragalus californicus (A.Gray) Greene
- Astragalus callainus Podlech
- Astragalus callichrous Boiss.
- Astragalus calliphysa Bunge
- Astragalus callistachys Buhse
- Astragalus callithrix Barneby
- Astragalus calycinus M.Bieb.
- Astragalus calycosus S.Watson
- Astragalus camelorum Barbey
- Astragalus camptoceras Bunge
- Astragalus camptodontoides G.Simpson
- Astragalus camptodontus Franch.
- Astragalus camptopus Barneby
- Astragalus campylanthoides Bornm.
- Astragalus campylanthus Boiss.
- Astragalus campylorhynchus Fisch. & C. Mey.
- Astragalus campylorrhynchus Fisch. & C.A.Mey.
- Astragalus campylosema Boiss.
- Astragalus campylotrichus Bunge
- Astragalus canadensis L.
- Astragalus cancellatus Bunge
- Astragalus canescens (Hook. & Arn.) Reiche
- Astragalus canoflavus Popov
- Astragalus canus Bunge
- Astragalus capillipes Bunge
- Astragalus capito Boiss.
- Astragalus caprinus L.
- Astragalus captiosus Boriss.
- Astragalus caraganae Hohen.
- Astragalus carduchorum Boiss.
- Astragalus caricinus (M.E.Jones) Barneby
- Astragalus carinatus (Hook. & Arn.) Reiche
- Astragalus carmanicus Bornm.
- Astragalus carminis Barneby
- Astragalus caroli-henrici I.Deml
- Astragalus cartilagineus Gontsch.
- Astragalus casapaltensis Ball
- Astragalus casei A.Gray
- Astragalus castaneiformis S.Watson
- Astragalus castetteri Barneby
- Astragalus catabostrychos I.Deml & Podlech
- Astragalus catacamptus Bunge
- Astragalus caudicosus Galkina & Nabiev
- Astragalus caulescens (Gontsch.) Abdusal.
- Astragalus cavanillesii Podlech
- Astragalus cemerinus Beck
- Astragalus cenorrhynchus Barneby
- Astragalus centralis E.Sheld.
- Astragalus cephalanthus DC.
- Astragalus ceramicus E.Sheld.
- Astragalus cerasinus Baker
- Astragalus ceratoides M.Bieb.
- Astragalus cercidophacos Podlech & Maassoumi
- Astragalus cernuiflorus Gontsch.
- Astragalus cerussatus E.Sheld.
- Astragalus chaetodon Bunge
- Astragalus chaetolobus Bunge
- Astragalus chaetopodus Bunge
- Astragalus chagyabensis C.C.Ni & P.C.Li
- Astragalus chaidamuensis (S.B. Ho) Podl. & L.R. Xu
- Astragalus chalaranthus Boiss. & Hausskn.
- Astragalus chalilovii B.Fedtsch.
- Astragalus chamaeleuce A.Gray
- Astragalus chamaemeniscus Barneby
- Astragalus chamaephyton Podl. & L.R. Xu
- Astragalus chamaesarathron Rech.f.
- Astragalus chamissonis (Vogel) Reiche
- Astragalus changaicus N.Ulziykh.
- Astragalus changduensis Y.C.Ho
- Astragalus changmuicus C.C.Ni & P.C.Li
- Astragalus charadzeae Grossh.
- Astragalus chardinii Boiss.
- Astragalus charguschanus Freyn
- Astragalus chartostegius Boiss. & Hausskn.
- Astragalus chateri Vassilcz.
- Astragalus chengkangensis Podl. & L.R. Xu
- Astragalus chilienshanensis Y.C.Ho
- Astragalus chinensis L.f.
- Astragalus chingoanus Kamelin
- Astragalus chionanthus Popov
- Astragalus chionobiiformis C.C.Towns.
- Astragalus chiukiangensis H.T.Tsai & T.F.Yu
- Astragalus chiwensis Bunge
- Astragalus chloodes Barneby
- Astragalus chlorodontus Bunge
- Astragalus chlorostachys Lindl.
- Astragalus chlorostegius Boiss. & Hausskn.
- Astragalus chloroxanthinus (Freyn & Bornm.) Ponert
- Astragalus chodshamastonicus Pachom.
- Astragalus chodshenticus B.Fedtsch.
- Astragalus chomutowii B.Fedtsch.
- Astragalus chordorrhizus Bunge
- Astragalus chorgossicus Lipsky
- Astragalus chorinensis Bunge
- Astragalus chorizanthus Rech.f. & Gilli
- Astragalus chrysomallus Bunge
- Astragalus chrysopterus Bunge
- Astragalus chrysostachys Boiss.
- Astragalus chubsugulicus N.Ulziykh.
- Astragalus chubutensis Speg.
- Astragalus chuskanus Barneby & Spellenb.
- Astragalus cibarius E.Sheld.
- Astragalus cicer L.
- Astragalus ciceroides Sosn.
- Astragalus cimae M.E.Jones
- Astragalus cinereus Willd.
- Astragalus circumdatus Greene
- Astragalus cisoxanus Podlech
- Astragalus citoinflatus Bondarenko
- Astragalus citrinus Bunge
- Astragalus clandestinus (Phil.) Reiche
- Astragalus clarianus Jeps.
- Astragalus clarkeanus Ali
- Astragalus clerceanus Iljin & Krasch.
- Astragalus clevelandii Greene
- Astragalus clusii Boiss.
- Astragalus coahuilae M.E.Jones
- Astragalus coarctatus Trautv.
- Astragalus cobrensis A.Gray
- Astragalus coccineus (Parry) Brandegee
- Astragalus cochabambensis Gómez-Sosa
- Astragalus coelestis Boiss.
- Astragalus coeruleus Parsa
- Astragalus cognatus C.A.Mey.
- Astragalus colhuensis Gomez-Sosa
- Astragalus collenettiae Hedge & Podlech
- Astragalus collinus (Hook.) G.Don
- Astragalus coltonii M.E.Jones
- Astragalus columbianus Barneby
- Astragalus coluteocarpus Boiss.
- Astragalus coluteopsis Parsa
- Astragalus commixtus Bunge
- Astragalus commodus (Bunge) Maassoumi
- Astragalus comosus Bunge
- Astragalus complanatus Bunge
- Astragalus complicatus Hook. & Arn.
- Astragalus compositus Pavlov
- Astragalus compressus Ledeb.
- Astragalus concinnus Bunge
- Astragalus concretus Benth.
- Astragalus confertissimus Kitam.
- Astragalus confertus Bunge
- Astragalus confiniorum Boriss.
- Astragalus confinis I.M.Johnst.
- Astragalus confusus Bunge
- Astragalus congdonii S.Watson
- Astragalus congestus Baker
- Astragalus conjunctus S.Watson
- Astragalus connectens Podlech
- Astragalus consanguineus Bong. & C.A.Mey.
- Astragalus consobrinus (Barneby) S.L.Welsh
- Astragalus conspicuus Boriss.
- Astragalus constrictus Turrill
- Astragalus contortuplicatus L.
- Astragalus controversus Maassoumi & Podlech
- Astragalus convallarius Greene
- Astragalus coquimbensis (Hook. & Arn.) Reiche
- Astragalus cordatus Bunge
- Astragalus coriaceus Hemsl.
- Astragalus corniculatus M.Bieb.
- Astragalus cornu-caprae Sirj. & Rech.f.
- Astragalus cornubovis Lipsky
- Astragalus cornutus (Pall.) Kuntze
- Astragalus coronilla Bunge
- Astragalus corrugatus Bertol.
- Astragalus corydalinus Bunge
- Astragalus costatus Bunge
- Astragalus cottamii S.L.Welsh
- Astragalus cottonianus Aitch. & Baker
- Astragalus cottonii M.E.Jones
- Astragalus cracca DC.
- Astragalus craibianus G.Simpson
- Astragalus crassicarpus Nutt.
- Astragalus crassifolius Ulbr.
- Astragalus crassispinus Bunge
- Astragalus cremnophylax Barneby
- Astragalus crenatus Schult.
- Astragalus cretaceus Boiss. & Kotschy
- Astragalus crispocarpus Nabelek
- Astragalus cronquistii Barneby
- Astragalus crotalariae A.Gray
- Astragalus cruckshanksii (Hook. & Arn.) Griseb.
- Astragalus crymophilus I.M.Johnst.
- Astragalus cryptanthus Wedd.
- Astragalus crypticus I.M.Johnst.
- Astragalus cryptobotrys I.M.Johnst.
- Astragalus cuatrecasasii J.F.Macbr.
- Astragalus cuneifolius Bunge
- Astragalus cupulicalycinus S.B.Ho & Y.C.Ho
- Astragalus curtipes A.Gray
- Astragalus curvicarpus (E.Sheld.) J.F.Macbr.
- Astragalus curvicaulis (Clos) Reiche
- Astragalus curvidens Freyn & Bornm.
- Astragalus curviflorus Boiss.
- Astragalus curvipes Trautv.
- Astragalus curvirostris Boiss.
- Astragalus cuscutae Bunge
- Astragalus cusickii A.Gray
- Astragalus cutleri (Barneby) S.L. Welsh
- Astragalus cuyanus Gomez-Sosa
- Astragalus cyaneus A.Gray
- Astragalus cyclophyllon Beck
- Astragalus cymbicarpos Brot.
- Astragalus cymboides M.E.Jones
- Astragalus cyri Fomin
- Astragalus cyrtobasis Boiss.
- Astragalus cyrusianus Parsa
- Astragalus cysticalyx Ledeb.
- Astragalus cystocarpus Boriss.
- Astragalus cytisoides Bunge
- Astragalus czilduchtaroni Kamelin
- Astragalus dabanshanicus Yu-H. Wu
- Astragalus dactylocarpus Boiss.
- Astragalus daenaensis Boiss.
- Astragalus daghestanicus Grossh.
- Astragalus dahuricus (Pall.) DC.
- Astragalus dalaiensis Kitag.
- Astragalus daleae Greene
- Astragalus danicus Retz.
- Astragalus daqingshanicus Z.G. Jiang & Z.T. Yin
- Astragalus darii Sirj. & Rech.f.
- Astragalus darlingtonii Podlech
- Astragalus darmadanicus Podlech
- Astragalus darumbium (Colla) Clos
- Astragalus darwasicus Basil.
- Astragalus darwinianus Gómez-Sosa
- Astragalus dasyanthus Pall.
- Astragalus dasysemius (D.F. Chamb. & V.A. Matthews) Ponert
- Astragalus datunensis Y.C.Ho
- Astragalus davidii Franch.
- Astragalus deanei (Rydb.) Barneby
- Astragalus debequaeus S.L.Welsh
- Astragalus decemjugus Bunge
- Astragalus degensis Ulbr.
- Astragalus degilmonus Rassulova
- Astragalus deickianus Bornm.
- Astragalus dekazygus Sirj. & Rech.f.
- Astragalus delicatulus Podlech
- Astragalus demavendicolus Bornm. & Gauba
- Astragalus demavendicus Boiss. & Buhse
- Astragalus demetrii Charadze
- Astragalus deminutivus I.M.Johnst.
- Astragalus dendroides Kar. & Kir.
- Astragalus dendroproselius Rech.f.
- Astragalus densiflorus Kar. & Kir.
- Astragalus densus Popov
- Astragalus denticulatus Podlech
- Astragalus depauperatus Ledeb.
- Astragalus dependens Bunge
- Astragalus depressus L.
- Astragalus desereticus Barneby
- Astragalus despectus Podl. & L.R. Xu
- Astragalus desperatus M.E.Jones
- Astragalus deterior (Barneby) Barneby
- Astragalus detritalis M.E.Jones
- Astragalus devestitus Pazij & Vved.
- Astragalus dianthoides Boriss.
- Astragalus dianthus Bunge
- Astragalus diaphanus Hook.
- Astragalus dictamnoides Gontsch.
- Astragalus dictyolobus Bunge
- Astragalus didymocarpus Hook. & Arn.
- Astragalus didymophysus Bunge
- Astragalus dielsii J.F.Macbr.
- Astragalus dieterlei Podlech
- Astragalus dietrichii Kirchhoff
- Astragalus dignus Boriss.
- Astragalus dillinghamii J.F.Macbr.
- Astragalus dilutus Bunge
- Astragalus diminutivus (Phil.) Gómez-Sosa
- Astragalus dingjiensis C.C.Ni & P.C.Li
- Astragalus diopogon Bunge
- Astragalus dipelta Bunge
- Astragalus diphacus S.Watson
- Astragalus discernendus Sirj. & Rech.f.
- Astragalus discessiflorus Gontsch.
- Astragalus discolor Maxim.
- Astragalus dissectus B. Fedtsch. & Ivanova
- Astragalus distantior Turrill
- Astragalus distentus Boriss.
- Astragalus distinctissimus Rech.f. & Edelb.
- Astragalus distinens Macloskie
- Astragalus distortus Torr. & A.Gray
- Astragalus diversifolius A.Gray
- Astragalus djenarensis Sirj. & Rech.f.
- Astragalus djilgensis Franch.
- Astragalus dodtii Phil.
- Astragalus dolichocarpus Popov
- Astragalus dolichochaete Diels
- Astragalus dolichophyllus Pall.
- Astragalus dolichopodus Freyn
- Astragalus dolinicola (Brullo & Giusso) Brullo & Giusso
- Astragalus dolius Boiss. & Hausskn.
- Astragalus dolona Czerep.
- Astragalus dombeyi Fisch.
- Astragalus domeykoanus (Phil.) Reiche
- Astragalus donianus DC.
- Astragalus doshman-ziariensis Maassoumi & Podlech
- Astragalus douglasii (Torr. & A.Gray) A.Gray
- Astragalus drabelliformis Barneby
- Astragalus drasianus ""H.J.Chowdhery, Uniyal & Balodi""
- Astragalus drummondii Hook.
- Astragalus drupaceus Boiss.
- Astragalus dschangartensis Sumnev.
- Astragalus dsharfi B.Fedtsch.
- Astragalus dsharkenticus Popov
- Astragalus duanensis Sumnev.
- Astragalus duchesnensis M.E.Jones
- Astragalus dulungkiangensis P.C. Li
- Astragalus dumetorum Hand.-Mazz.
- Astragalus durandianus Aitch. & Baker
- Astragalus dutreulii (Franch.) Grubov & N.Ulziykh.
- Astragalus dzebrailicus Grossh.
- Astragalus eastwoodiae M.E.Jones
- Astragalus ebenoides Boiss.
- Astragalus eburneus Bornm. & Gauba
- Astragalus ecbatanus Bunge
- Astragalus echanensis Podlech
- Astragalus echinatus Murray
- Astragalus echinops Boiss.
- Astragalus edelbergianus Sirj. & Rech.f.
- Astragalus edmondi (Kuntze) E. Sheld.
- Astragalus edmondsonii Podlech
- Astragalus edmondstonei (Hook.f.) Robinson
- Astragalus edulis Bunge
- Astragalus effusus Bunge
- Astragalus efoliatus Hand.-Mazz.
- Astragalus efoliolatus Hand.-Mazz.
- Astragalus egglestonii (Rydb.) Kearney & Peebles
- Astragalus eigii Kirchhoff
- Astragalus ekbergii Podlech
- Astragalus elatior Kitam.
- Astragalus ellipsoideus Ledeb.
- Astragalus elwendicus Bornm.
- Astragalus elymaiticus Boiss. & Hausskn.
- Astragalus emarginatus Labill.
- Astragalus emoryanus (Rydb.) Cory
- Astragalus endopterus (Barneby) Barneby
- Astragalus endytanthus Podlech & I.Deml
- Astragalus englerianus Ulbr.
- Astragalus ensifer Nabelek
- Astragalus ensiformis M.E.Jones
- Astragalus epiglottis L.
- Astragalus episcopus S.Watson
- Astragalus equisolensis Neese & S.L.Welsh
- Astragalus eremiticus E.Sheld.
- Astragalus eremophilus Boiss.
- Astragalus eremospartoides Regel
- Astragalus erinifolius Pau
- Astragalus eriocarpus DC.
- Astragalus erioceras Ledeb.
- Astragalus erionotus Bunge
- Astragalus eriopodus Boiss.
- Astragalus eriostomus Bornm.
- Astragalus erivanensis Bornm. & Woronow
- Astragalus ernestii H.F.Comber
- Astragalus ertterae Barneby & Shevock
- Astragalus erubescens Podlech
- Astragalus ervoides Hook. & Arn.
- Astragalus erwinii-gaubae Sirj. & Rech.f.
- Astragalus erythrolepis Boiss.
- Astragalus erythrosemius Boiss.
- Astragalus esferayanicus Podlech & Maassoumi
- Astragalus esperanzae M.E.Jones
- Astragalus etezadianus Parsa
- Astragalus euchlorus K.T.Fu
- Astragalus eucosmus Robinson
- Astragalus eugenii Grossh.
- Astragalus euoplus Trautv.
- Astragalus eupeplus Barneby
- Astragalus eurekensis M.E.Jones
- Astragalus eurylobus (Barneby) Barneby
- Astragalus eusarathron I.Deml & Podlech
- Astragalus evanensis Maassoumi & Podlech
- Astragalus exasperatus Basil.
- Astragalus excedens Popov & Kult.
- Astragalus exilis A.S.Korol.
- Astragalus eximius Bunge
- Astragalus exscapus L.
- Astragalus fabaceus M.Bieb.
- Astragalus fabrisii Gomez-Sosa
- Astragalus facetus Maassoumi & Podlech
- Astragalus falcatus Lam.
- Astragalus falciformis Desf.
- Astragalus falcigerus Popov
- Astragalus falconeri Bunge
- Astragalus famatinae I.M.Johnst.
- Astragalus fangensis G.Simpson
- Astragalus farctissimus Lipsky
- Astragalus farctus Bunge
- Astragalus faridanicus Parsa
- Astragalus farkharensis Podlech
- Astragalus farmanfarmajani Sirj. & Rech.f.
- Astragalus fastidius (Kellogg) M.E.Jones
- Astragalus faurei Maire
- Astragalus fedorovii Takht.
- Astragalus fedtschenkoanus Lipsky
- Astragalus feensis M.E.Jones
- Astragalus fenzelianus E.Peter
- Astragalus ferdovsicus Parsa
- Astragalus ferganensis (Popov) A.S.Korol.
- Astragalus ferociformis ""Sirj., Rech.f. & Aellen""
- Astragalus ferox Boriss.
- Astragalus fetissowii B.Fedtsch.
- Astragalus fialae Degen
- Astragalus filamentosus Bunge
- Astragalus filicaulis Kar. & Kir.
- Astragalus filidens Podl. & L.R. Xu
- Astragalus filiformis Pall.
- Astragalus filipes A.Gray
- Astragalus firuzkuhensis Podlech
- Astragalus fissuralis F.N.Alex.
- Astragalus flabellatus Podlech
- Astragalus flavocreatus I.M.Johnst.
- Astragalus flavovirens K.T.Fu
- Astragalus flavus Torr. & A.Gray
- Astragalus flemingii Ali
- Astragalus flexicaulis Sosn.
- Astragalus flexilipes Bornm.
- Astragalus flexuosus G.Don
- Astragalus flexus Fisch.
- Astragalus floccosifolius Sumnev.
- Astragalus floridulus Podlech
- Astragalus floridus Bunge
- Astragalus follicularis Pall.
- Astragalus forrestii G.Simpson
- Astragalus fragiferus Bunge
- Astragalus fragrans Willd.
- Astragalus francisquitensis M.E.Jones
- Astragalus franziskae I.Deml
- Astragalus fraternellus Bornm.
- Astragalus fraxinifolius DC.
- Astragalus freitagii I.Deml
- Astragalus freynii Albov
- Astragalus frickii Bunge
- Astragalus fridae Rech.f.
- Astragalus frigidus (L.) A.Gray
- Astragalus froedinii Murb.
- Astragalus fruticosus Forssk.
- Astragalus fucatus Barneby
- Astragalus fuhsii Freyn & Sint.
- Astragalus fukangensis Podl. & L.R. Xu
- Astragalus fuliginosus Beck
- Astragalus funereus M.E.Jones
- Astragalus fursei Podlech
- Astragalus gagnieui Maassoumi & Podlech
- Astragalus galactites Pall.
- Astragalus galbineus Maassoumi
- Astragalus galegiformis L.
- Astragalus galiifolius Podlech
- Astragalus gambelianus E.Sheld.
- Astragalus garbancillo Cav.
- Astragalus gardanicaphtharicus Rassulova
- Astragalus gaubae Bornm.
- Astragalus gaudanensis B.Fedtsch.
- Astragalus gebleri Bong.
- Astragalus gemellus Podlech
- Astragalus geminiflorus Humb. & Bonpl.
- Astragalus geniculatus Desf.
- Astragalus gentryi Standl.
- Astragalus georgii Gontsch.
- Astragalus germaini Phil.
- Astragalus gerruensis Bornm. & Sirj.
- Astragalus getschesarensis Sirj. & Bornm.
- Astragalus geyeri A.Gray
- Astragalus gezeldarensis Grossh.
- Astragalus gharemanii Maassoumi & Podlech
- Astragalus ghaznianus Sirj. & Rech.f.
- Astragalus ghoratensis Podlech
- Astragalus ghorbandicus Podlech
- Astragalus gibbsii Kellogg
- Astragalus gifanicus Maassoumi & Podlech
- Astragalus giganteus S.Watson
- Astragalus gilensis Greene
- Astragalus gilgitensis Ali
- Astragalus gillettii C.C.Towns.
- Astragalus gillii Sirj.
- Astragalus gilmanii Tiderstr.
- Astragalus gjunaicus Grossh.
- Astragalus glabellus Podlech
- Astragalus glaberrimus Sirj. & Rech.f.
- Astragalus glabrescens Gontsch.
- Astragalus glabristylus Turrill
- Astragalus glabritubus Podl. & L.R. Xu
- Astragalus glacialis Lovric
- Astragalus gladiatus Boiss.
- Astragalus glaucacanthos Fisch.
- Astragalus glaucops Bornm.
- Astragalus glaucus M.Bieb.
- Astragalus glaux L.
- Astragalus globiceps Bunge
- Astragalus globosus Vahl
- Astragalus glomeratus Ledeb.
- Astragalus glumaceus Boiss.
- Astragalus glycyphylloides DC.
- Astragalus glycyphyllos L.
- Astragalus gobi-altaicus N.Ulziykh.
- Astragalus gobicus Hanelt & Davazamc
- Astragalus goktschaicus Grossh.
- Astragalus goldmanii M.E.Jones
- Astragalus golestanicus Maassoumi & Podlech
- Astragalus golmuensis Y.C.Ho
- Astragalus gombo Bunge
- Astragalus gompholobium Bunge
- Astragalus gonggamontis P.C. Li
- Astragalus gongliuensis Podl. & L.R. Xu
- Astragalus gongshanensis Podl. & L.R. Xu
- Astragalus goniatus Nutt.
- Astragalus gontscharovii Vassilcz.
- Astragalus gorczakovskii L.I.Vassiljeva
- Astragalus goreanus Aitch. & Baker
- Astragalus gorodkovii Jurtzev
- Astragalus gracaninii Micevski
- Astragalus gracilidentatus S.B.Ho
- Astragalus gracilipes Bunge
- Astragalus gracilis Nutt.
- Astragalus graecus Boiss. & Spruner
- Astragalus grahamianus Benth.
- Astragalus grammocalyx Boiss. & Hohen.
- Astragalus granitovii N.Ulziykh.
- Astragalus graveolens Benth.
- Astragalus grayi S.Watson
- Astragalus gregarius I.Deml
- Astragalus greggii S.Watson
- Astragalus gregorii B.Fedtsch. & Basil.
- Astragalus grey-wilsonianus Podlech
- Astragalus griffithii Bunge
- Astragalus grigorjewi B. Fedtsch.
- Astragalus griseus Boiss.
- Astragalus groetzbachii Podlech
- Astragalus grubovii Sanchir
- Astragalus gruinus Barneby
- Astragalus gryphus Bunge
- Astragalus guatemalensis Hemsl.
- Astragalus gubanovii N.Ulziykh.
- Astragalus gudrunensis Boiss.
- Astragalus gueldenstaedtiae Bunge
- Astragalus guinanicus Yu-H. Wu
- Astragalus guttatus Banks & Sol.
- Astragalus gymnopodus Boiss.
- Astragalus gypsaceus Beck
- Astragalus gypsodes Barneby
- Astragalus habamontis K.T.Fu
- Astragalus hadroacanthus Rech.f. & Gilli
- Astragalus haematinus Sirj. & Rech.f.
- Astragalus haematosemius Sirj. & Bornm.
- Astragalus haesitabundus Lipsky
- Astragalus hafez-shirazi Parsa
- Astragalus hajastanus Grossh.
- Astragalus hallii A.Gray
- Astragalus hamadanus Boiss.
- Astragalus hamiensis S.B.Ho
- Astragalus hamiltonii C.L.Porter
- Astragalus hamosus L.
- Astragalus hamrinensis Bornm.
- Astragalus hancockii Bunge
- Astragalus handelii H.T.Tsai & T.F.Yu
- Astragalus harbisonii Barneby
- Astragalus harpilobus Kar. & Kir.
- Astragalus harpocarpus Meffert
- Astragalus harringtonii (Rydb.) Hultén
- Astragalus harrisonii Barneby
- Astragalus harsukhianus Rech.f.
- Astragalus hartmanii Rydb.
- Astragalus hartwegii Benth.
- Astragalus hauarensis Boiss.
- Astragalus havianus E.Peter
- Astragalus hebecarpus S.B.Ho
- Astragalus hedgeanus Podlech
- Astragalus hedgei Kirchhoff
- Astragalus hedinii Ulbr.
- Astragalus helgurdensis C.C.Towns.
- Astragalus helleri Fenzl
- Astragalus helmii DC.
- Astragalus hemiphaca Kar. & Kir.
- Astragalus hemsleyi Aitch. & Baker
- Astragalus hendersonii Baker
- Astragalus henrimontanensis S.L.Welsh
- Astragalus henryi Oliv.
- Astragalus heptapotamicus Sumnev.
- Astragalus herbertii Maassoumi
- Astragalus hermannii Freitag & Podlech
- Astragalus heterodontus Boriss.
- Astragalus heterodoxus Bunge
- Astragalus heterotrichus Gontsch.
- Astragalus heydei Baker
- Astragalus hickenii Gomez-Sosa
- Astragalus hidalgensis (Rydb.) Barneby
- Astragalus himalayanus Klotzsch
- Astragalus hintonii Barneby
- Astragalus hirsutus Vahl
- Astragalus hirticalyx Boiss.
- Astragalus hirtulus Ledeb.
- Astragalus hirtus Bunge
- Astragalus hispanicus Bunge
- Astragalus hispidulus DC.
- Astragalus hissaricus Lipsky
- Astragalus hoantchy Franch.
- Astragalus hoffmeisteri (Klotzsch) Ali
- Astragalus hohenackeri Boiss.
- Astragalus holargyreus Bunge
- Astragalus holmgreniorum Barneby
- Astragalus hololeios Bornm.
- Astragalus hololeucoides (Boiss.) Podl. & Sytin
- Astragalus holophyllus Boriss.
- Astragalus holopsilus Bunge
- Astragalus holopterus Bunge
- Astragalus holosemius Bunge
- Astragalus hoodianus Howell
- Astragalus hornii A.Gray
- Astragalus horridissimus Sirj. & Bornm.
- Astragalus horridus Boiss.
- Astragalus hosackioides Benth. ex Baker f.
- Astragalus hoshanbaoensis Podl. & L.R. Xu
- Astragalus hostilis Boiss.
- Astragalus hotianensis S.B.Ho
- Astragalus howellii A.Gray
- Astragalus hsinbaticus P.Y.Fu & Y.A.Chen
- Astragalus huiningensis Y.C.Ho
- Astragalus hulunensis P.Y.Fu & Y.A.Chen
- Astragalus humifusus Willd.
- Astragalus humilis M.Bieb.
- Astragalus humillimus A.Gray
- Astragalus humistratus A.Gray
- Astragalus huochengensis Podl. & L.R. Xu
- Astragalus husseinovii Rzazade
- Astragalus huthianus Freyn & Bornm.
- Astragalus hyalolepis Bunge
- Astragalus hymenocalyx Boiss.
- Astragalus hymenocystis Fisch. & C.A.Mey.
- Astragalus hymenostegis Fisch.
- Astragalus hypogaeus Ledeb.
- Astragalus hypoglottis L.
- Astragalus hypoleucus S.Schauer
- Astragalus hypoxylus S.Watson
- Astragalus hypsogenus I.M.Johnst.
- Astragalus hyrcanus Pall.
- Astragalus hysophilus Podl. & L.R. Xu
- Astragalus hystrix Fisch. & C.A.Mey.
- Astragalus ibicinus Boiss. & Hausskn.
- Astragalus ibrahimianus Maire
- Astragalus icmadophilus Hand.-Mazz.
- Astragalus idaeus Bunge
- Astragalus idrietorum Barneby
- Astragalus igniarius Popov
- Astragalus igoschinae Kamelin & Jurtzev
- Astragalus ikonnikovii Podlech
- Astragalus iliensis Bunge
- Astragalus iljinii Rzazade
- Astragalus illinii I.M.Johnst.
- Astragalus imbecillus Maassoumi & Podlech
- Astragalus imbricatus Boriss.
- Astragalus imetensis Boriss.
- Astragalus imitans Podlech
- Astragalus imitensis Ali
- Astragalus impexus Podlech
- Astragalus inaequalifolius Basil.
- Astragalus incanus L.
- Astragalus incertus Ledeb.
- Astragalus indistinctus Podlech & Maassoumi
- Astragalus indurescens Gontsch.
- Astragalus inexpectatus Maassoumi & Podlech
- Astragalus infestus Boiss.
- Astragalus inflatus DC.
- Astragalus inflexus G.Don
- Astragalus infractus Sumnev.
- Astragalus innominatus Boriss.
- Astragalus inopinatus Boriss.
- Astragalus inquilinus Maassoumi
- Astragalus insignis Gontsch.
- Astragalus insularis Kellogg
- Astragalus intarrensis Franch.
- Astragalus intercedens Rech.f.
- Astragalus intermedius Kar. & Kir.
- Astragalus inversus M.E.Jones
- Astragalus involutivus Sumnev.
- Astragalus inyoensis E.Sheld.
- Astragalus iochrous Barneby
- Astragalus iodanthus S.Watson
- Astragalus iodopetalus (Rydb.) Barneby
- Astragalus ionae Palib.
- Astragalus iranshahrii Maassoumi & Podlech
- Astragalus irinaea B.Fedtsch.
- Astragalus irisuensis Boriss.
- Astragalus irmingardis Podlech
- Astragalus isabellae Dunn
- Astragalus ischredensis Bunge
- Astragalus iselyi S.L.Welsh
- Astragalus ishigensis Kom.
- Astragalus ishkamishensis Podlech
- Astragalus iskanderi Lipsky
- Astragalus isphairamicus B.Fedtsch.
- Astragalus jabbor-khailii Kitam.
- Astragalus jaegerianus Munz
- Astragalus jagnobicus Lipsky
- Astragalus jaliscensis (Rydb.) Barneby
- Astragalus janthinus Boiss. & Hausskn.
- Astragalus japonicus H.Boissieu
- Astragalus jarmolenkoi Gontsch.
- Astragalus jaxarticus Pavlov
- Astragalus jejunus S.Watson
- Astragalus jesdianus Boiss. & Buhse
- Astragalus jessenii Bunge
- Astragalus jiazaensis Podl. & L.R. Xu
- Astragalus jiuquanensis S.B.Ho
- Astragalus jodostachys Boiss. & Buhse
- Astragalus jodotropis Boiss.
- Astragalus joergensenii I.M.Johnst.
- Astragalus johannis Boiss.
- Astragalus johannis-howellii Barneby
- Astragalus johnstonii Gómez-Sosa
- Astragalus jolderensis B.Fedtsch.
- Astragalus josephi E.Peter
- Astragalus junatovii Sanchir
- Astragalus juniperetorum Gontsch.
- Astragalus junussovii Rassulova
- Astragalus juratzkanus Freyn & Sint.
- Astragalus juzepczukii (Galushko) Galushko
- Astragalus kabadianus Lipsky
- Astragalus kabristanicus Grossh.
- Astragalus kadshorensis Bunge
- Astragalus kaghysmani Gontsch.
- Astragalus kahiricus DC.
- Astragalus kandaharensis Sirj. & Rech.f.
- Astragalus karabilicus Popov
- Astragalus karakugensis Bunge
- Astragalus karakuschensis Gontsch.
- Astragalus karataviensis Pavlov
- Astragalus karateginii Gontsch.
- Astragalus karatjubeki Golosk.
- Astragalus karelinianus Popov
- Astragalus karkarensis Popov
- Astragalus karputanus Boiss. & Noe
- Astragalus kasachstanicus Golosk.
- Astragalus kaschkadarjensis Gontsch.
- Astragalus kashafensis Podlech
- Astragalus kashgakius Parsa
- Astragalus kashmarensis Maassoumi & Podlech
- Astragalus kashmirensis Bunge
- Astragalus kaswinensis Bornm.
- Astragalus kaufmannii Krylov
- Astragalus kavirensis Freitag
- Astragalus kawakamii Matsum.
- Astragalus kazbeki Kharadze
- Astragalus kazymbeticus Sumnev.
- Astragalus kelifi Lipsky
- Astragalus kelleri Popov
- Astragalus keminensis Isakov
- Astragalus kendewanensis Gilli
- Astragalus kendyrlyki Popov
- Astragalus kenkolensis B.Fedtsch.
- Astragalus kenteicus N.Ulziykh.
- Astragalus kentrophyta A.Gray
- Astragalus keratensis Bunge
- Astragalus keredjensis (Bornm. & Gauba) Podl.
- Astragalus kerkukiensis Bornm.
- Astragalus kermanicus Parsa
- Astragalus kermanschahanenicus Sirj. & Rech.f.
- Astragalus kermanschahensis Bornm.
- Astragalus kerrii P.J.Knight & A.C.Cully
- Astragalus kessleri Trautv.
- Astragalus keyserlingii Bunge
- Astragalus khadjouicus Parsa
- Astragalus khalifatensis Ali
- Astragalus khaneradarensis Sirj. & Rech.f.
- Astragalus khasianus Bunge
- Astragalus khorramabadensis Bornm.
- Astragalus khoshjailensis Sirj. & Rech.f.
- Astragalus khwaja-muhammadensis Podlech
- Astragalus kialensis G.Simpson
- Astragalus kifonsanicus Ulbr.
- Astragalus kirghisorum Gontsch.
- Astragalus kirilovii (Kar. & Kir.) Podl.
- Astragalus kirpicznikovii Grossh.
- Astragalus kirrindicus Boiss.
- Astragalus kjurendaghi V.V.Nikitin
- Astragalus klementzii N.Ulziykh.
- Astragalus knappii Bornm.
- Astragalus knightii Barneby
- Astragalus knorringianus Boriss.
- Astragalus koelzii Barneby
- Astragalus kohrudicus Bunge
- Astragalus koikitaensis Rassulova
- Astragalus kokandensis Bunge
- Astragalus kolymensis Jurtzev
- Astragalus komarovii Lipsky
- Astragalus kongrensis Baker
- Astragalus kopalensis Kamelin
- Astragalus kopetdaghi Boriss.
- Astragalus korolkowii Bunge
- Astragalus korotkovae Kamelin & Kovalevsk.
- Astragalus korovinianus Barneby
- Astragalus koschukensis Boiss.
- Astragalus koslovii N.Ulziykh.
- Astragalus kralikii Batt.
- Astragalus krascheninnikovii Kamelin
- Astragalus krasnovii Popov
- Astragalus krauseanus Regel
- Astragalus kronenburgii Kneuck.
- Astragalus kubensis Grossh.
- Astragalus kudrjaschovii A.S.Korol.
- Astragalus kugartensis Boriss.
- Astragalus kukkonenii Podlech
- Astragalus kulabensis Lipsky
- Astragalus kunarensis Podlech
- Astragalus kungurensis Boriss.
- Astragalus kunlunensis H. Ohba, S. Akiyama & S.K. Wu
- Astragalus kuramensis Baker
- Astragalus kurdaicus Sumnev.
- Astragalus kurtschumensis Bunge
- Astragalus kuschakevitschii O.Fedtsch.
- Astragalus kuschakewiczi O.Fedtsch.
- Astragalus kuschkensis Boriss.
- Astragalus kushmasarensis Vassilcz.
- Astragalus kusnetzovii Popov ex Kovalevsk.
- Astragalus kustanaicus Popov
- Astragalus laccoliticus (M.E. Jones) S.L. Welsh
- Astragalus lacei (Ali) Kirchhoff
- Astragalus laceratus Lipsky
- Astragalus lachnolobus Kovalevsk. & Vved.
- Astragalus lacteus Heldr. & Sartori
- Astragalus lactiflorus Ledeb.
- Astragalus laetabilis Podl. & L.R. Xu
- Astragalus laetus Bunge
- Astragalus lagopoides Lam.
- Astragalus laguriformis Freyn
- Astragalus laguroides Pall.
- Astragalus lalandei Podlech
- Astragalus lalesarensis Bornm.
- Astragalus lambinonii Podlech
- Astragalus lamondiae I.Deml
- Astragalus lancearius A.Gray
- Astragalus lanceolatus Bunge
- Astragalus lancifolius Gontsch.
- Astragalus lang-ranii (S.B. Ho) Podl.
- Astragalus langtangensis Podlech
- Astragalus lanuginosus Kar. & Kir.
- Astragalus laricus Boiss.
- Astragalus laristanicus Bornm. & Gauba
- Astragalus lasaensis C.C.Ni & P.C.Li
- Astragalus lasiocalyx Gontsch.
- Astragalus lasioglottis M.Bieb.
- Astragalus lasiopetalus Bunge
- Astragalus lasiophyllus Ledeb.
- Astragalus lasiosemius Boiss.
- Astragalus laspurensis Ali
- Astragalus latifolius Lam.
- Astragalus latiunguiculatus Y.C.Ho
- Astragalus lavrenkoi Kamelin
- Astragalus laxmannii Jacq.
- Astragalus layneae Greene
- Astragalus leansanicus Ulbr.
- Astragalus ledinghamii Barneby
- Astragalus legionensis Barneby
- Astragalus lehmannianus Bunge
- Astragalus leibergii M.E.Jones
- Astragalus leiophyllus Freyn & Bornm.
- Astragalus leiophysa Bunge
- Astragalus leiosemius (Lipsky) Popov
- Astragalus lemmonii A.Gray
- Astragalus lentiformis A.Gray
- Astragalus lentiginosus Hook.
- Astragalus lentilobus Kamelin & Kovalevsk.
- Astragalus leonardii Maassoumi
- Astragalus leontinus Wulfen
- Astragalus lepidus Podlech
- Astragalus lepsensis Bunge
- Astragalus leptaleus A.Gray
- Astragalus leptocarpus Torr. & A.Gray
- Astragalus leptocaulis Ledeb.
- Astragalus leptocladus Podl. & L.R. Xu
- Astragalus leptophysus Vved.
- Astragalus leptorhaphis Bornm. & Gauba
- Astragalus leptus Boiss.
- Astragalus lessertioides Bunge
- Astragalus leucargyreus Bornm.
- Astragalus leucocalyx Popov
- Astragalus leucocephalus Bunge
- Astragalus leucocladus Bunge
- Astragalus leucolobus M.E.Jones
- Astragalus leucophanus Bornm.
- Astragalus levidensis Podl. & L.R. Xu
- Astragalus levieri Freyn
- Astragalus levitubus H.T.Tsai & T.F.Yu
- Astragalus licentianus Hand.-Mazz.
- Astragalus lilacinus Boiss.
- Astragalus limariensis O.Muniz
- Astragalus limnocharis Barneby
- Astragalus limprichtii Ulbr.
- Astragalus linczevskii Gontsch.
- Astragalus lindheimeri A.Gray
- Astragalus lineatus Lam.
- Astragalus linifolius (Osterh.) Osterh.
- Astragalus lioui H.T.Tsai & T.F.Yu
- Astragalus lipschitzii Pavlov
- Astragalus lipskyi Popov
- Astragalus lithophilus Kar. & Kir.
- Astragalus litostachys Boiss. & Hausskn.
- Astragalus littoralis (Hook.) J. Rousseau
- Astragalus litwinowianus Gontsch.
- Astragalus litwinowii Lipsky
- Astragalus loanus Barneby
- Astragalus lonchocarpus Torr.
- Astragalus longicuspis Bunge
- Astragalus longidentatus Chater
- Astragalus longilobus E.Peter
- Astragalus longimucronulatus Sirj. & Rech.f.
- Astragalus longipetalus Chater
- Astragalus longipetiolatus Popov
- Astragalus longirostratus Pau
- Astragalus longiscapus C.C.Ni & P.C.Li
- Astragalus longisepalus Rassulova
- Astragalus longissimus (M.E.Jones) Barneby
- Astragalus longistipitatus Boriss.
- Astragalus longistylus Bunge
- Astragalus looseri I.M.Johnst.
- Astragalus lorinserianus Freyn
- Astragalus lotiflorus Hook.
- Astragalus lovensis Rech.f.
- Astragalus lucidus H.T.Tsai & T.F.Yu
- Astragalus luculentus Podl. & L.R. Xu
- Astragalus lugubris Rech.f. & Koie
- Astragalus lumsdenianus Aitch. & Baker
- Astragalus lunatus Pall.
- Astragalus lupulinus Pall.
- Astragalus luristanicus Freyn
- Astragalus lurorum Bornm.
- Astragalus lussiae Rzazade
- Astragalus lustricola Podl. & L.R. Xu
- Astragalus luteocarpus Baker
- Astragalus luteolus H.T.Tsai & T.F.Yu
- Astragalus lutosus M.E.Jones
- Astragalus luxurians Bunge
- Astragalus lyallii A.Gray
- Astragalus lychnobius Podl. & L.R. Xu
- Astragalus lycioides Boiss.
- Astragalus lyonnetii Barneby
- Astragalus maassoumii Podlech
- Astragalus mackewiczii Gontsch.
- Astragalus macriculus Podl. & L.R. Xu
- Astragalus macrobotrys Bunge
- Astragalus macrocephalus Willd.
- Astragalus macroceras C.A.Mey.
- Astragalus macrocladus Bunge
- Astragalus macrodon (Hook. & Arn.) A.Gray
- Astragalus macronyx Bunge
- Astragalus macropelmatus Bunge
- Astragalus macropetalus Schrenk
- Astragalus macropodium Lipsky
- Astragalus macropterus DC.
- Astragalus macropus Bunge
- Astragalus macrosemius Boiss.
- Astragalus macrostachys DC.
- Astragalus macrostephanus (S.B. Ho) Podl. & L.R. Xu
- Astragalus macrotrichus E.Peter
- Astragalus macrotropis Bunge
- Astragalus macrourus Fisch. & C.A.Mey.
- Astragalus maddenianus Benth. ex Baker f.
- Astragalus magdalenae Greene
- Astragalus magellanicus Gomez-Sosa
- Astragalus magistratus Maassoumi & al.
- Astragalus magnificus Kolak.
- Astragalus magnifolius Parsa
- Astragalus maharluensis Bornm. & Gauba
- Astragalus mahoschanicus Hand.-Mazz.
- Astragalus mailiensis B.Fedtsch.
- Astragalus maireanus Greuter & Burdet
- Astragalus maiusculus Podl. & L.R. Xu
- Astragalus majevskianus Krylov
- Astragalus malacoides Barneby
- Astragalus malacophyllus Hort. ex G. Don, in Loudon
- Astragalus malacus A.Gray
- Astragalus malcolmii Hemsl.
- Astragalus managettae Sirj. & Rech.f.
- Astragalus managildensis B.Fedtsch.
- Astragalus mangeri Bornm.
- Astragalus manucehrii Sirj. & Rech.f.
- Astragalus maowensis (P.C. Li) Podl. & L.R.Xu
- Astragalus maraziensis Rzazade
- Astragalus mareoticus Delile
- Astragalus marguzaricus Lipsky
- Astragalus marianus (Rydb.) Barneby
- Astragalus marinus Boriss.
- Astragalus mario-sousae A.E. Estrada, Villareal & Yen-Mendez
- Astragalus maritimus Moris
- Astragalus maroccanus Braun-Blanq. & Maire
- Astragalus masenderanus Bunge
- Astragalus massalskyi B.Fedtsch.
- Astragalus matiensis P.C. Li
- Astragalus mattam H.T.Tsai & T.F.Yu
- Astragalus maurorum Murb.
- Astragalus maurus (Humbert & Maire) Pau
- Astragalus maverranagri Popov
- Astragalus maximowiczii Trautv.
- Astragalus maxwellii Benth.
- Astragalus mayeri Micevski
- Astragalus medius Schrenk
- Astragalus medorum Bornm.
- Astragalus megacarpus (Torr. & A.Gray) A.Gray
- Astragalus megalanthus DC.
- Astragalus megalocystis Bunge
- Astragalus megalomerus Bunge
- Astragalus megalotropis Bunge
- Astragalus megricus Grossh.
- Astragalus meiliensis C. Chen & Zi G. Qian
- Astragalus melanocalyx Boiss. & Buhse
- Astragalus melanochiton I.Deml
- Astragalus melanocladus Lipsky
- Astragalus melanocomus Popov
- Astragalus melanodon Boiss.
- Astragalus melanostachys Bunge
- Astragalus melilotoides Pall.
- Astragalus memnonius Maassoumi & Podlech
- Astragalus mendax Freyn
- Astragalus mendocinus Gómez-Sosa
- Astragalus mercklinii Boiss. & Buhse
- Astragalus merkensis Kamelin & Kovalevsk.
- Astragalus merkianus Aitch. & Baker
- Astragalus merxmuelleri Podlech
- Astragalus mesatlanticus Andr.
- Astragalus mesites Boiss. & Buhse
- Astragalus mesopterus Griseb.
- Astragalus michaelis Boriss.
- Astragalus michauxii (Kuntze) F.J.Herm.
- Astragalus micrancistrus Boiss. & Hausskn.
- Astragalus micranthellus Wedd.
- Astragalus micranthus Desv.
- Astragalus microcalycinus Sirj. & Rech.f.
- Astragalus microcymbus Barneby
- Astragalus microcystis A.Gray
- Astragalus microdontus Baker
- Astragalus micromerius Barneby
- Astragalus microphysa Boiss.
- Astragalus mieheorum Podl. & L.R. Xu
- Astragalus miguelensis Greene
- Astragalus mikrophyton Sirj. & Rech.f.
- Astragalus milingensis C.C.Ni & P.C.Li
- Astragalus miniatus Bunge
- Astragalus minimus Vogel
- Astragalus minshanensis K.T. Fu
- Astragalus minthorniae (Rydb.) Jeps.
- Astragalus minutidentatus Y.C.Ho
- Astragalus minutissimus Wedd.
- Astragalus minutulus Maassoumi
- Astragalus mirabilis Lipsky
- Astragalus miralamensis Podlech
- Astragalus mironovii Pachom. & Rassulova
- Astragalus mirus Sosn.
- Astragalus misellus S.Watson
- Astragalus miser Hook.
- Astragalus miseriflorus Sirj. & Rech.f.
- Astragalus mishouensis Turrill
- Astragalus missouriensis Nutt.
- Astragalus miyalomontis P.C. Li
- Astragalus moellendorffii Bunge
- Astragalus moencoppensis M.E.Jones
- Astragalus mogoltavicus Popov
- Astragalus mohavensis S.Watson
- Astragalus mojavensis S. Watson
- Astragalus mokeevae Popov
- Astragalus mokiacensis A.Gray
- Astragalus molestus Rech.f.
- Astragalus mollissimus Torr.
- Astragalus molybdenus Barneby
- Astragalus monadelphus Maxim.
- Astragalus monanthemus Boiss.
- Astragalus monanthus K.T.Fu
- Astragalus monbeigii G.Simpson
- Astragalus mongholicus Bunge
- Astragalus mongutensis Lipsky
- Astragalus monoensis Barneby
- Astragalus monozyx Bornm.
- Astragalus monspessulanus L.
- Astragalus monteroi I.M.Johnst.
- Astragalus monticola Phil.
- Astragalus montigenus (Hand.-Mazz.) Cheng f. ex P.C. Li
- Astragalus montii S.L.Welsh
- Astragalus montis-aquilis Grossh.
- Astragalus montivagus Podl. & L.R. Xu
- Astragalus monumentalis Barneby
- Astragalus moranii Barneby
- Astragalus mossulensis Bunge
- Astragalus moupinensis Franch.
- Astragalus moyanoi Speg.
- Astragalus mozaffarianii Maassoumi
- Astragalus mucidus Bunge
- Astragalus mucronifolius Boiss.
- Astragalus muelleri Steud. & Hochst.
- Astragalus mugodsharicus Bunge
- Astragalus mulfordiae M.E.Jones
- Astragalus muliensis Hand.-Mazz.
- Astragalus multiceps Benth.
- Astragalus multijugus DC.
- Astragalus mundulus Podlech
- Astragalus munroi Bunge
- Astragalus murinus Boiss.
- Astragalus muschketovii B.Fedtsch.
- Astragalus musimonum Barneby
- Astragalus musiniensis M.E.Jones
- Astragalus myrianthus Beck
- Astragalus naftabensis Sirj. & Rech.f.
- Astragalus naignichus (P.C. Li) Y.H. Xu & Q.R. Liu
- Astragalus nakaoi Kitam.
- Astragalus namanganicus Popov
- Astragalus nanellus H.T.Tsai & T.F.Yu
- Astragalus nanjiangianus K.T.Fu
- Astragalus nanshanicus Podl. & L.R. Xu
- Astragalus naturitensis Payson
- Astragalus neglectus (Torr. & A.Gray) E.Sheld.
- Astragalus nelidae Gómez-Sosa
- Astragalus nelsonianus Barneby
- Astragalus nematodes Boiss.
- Astragalus nematodioides H. Ohba, Akiyama & S.K. Wu
- Astragalus nenilinii Khass. & Malzev
- Astragalus neo-mobayenii Maassoumi
- Astragalus neo-podlechii Maassoumi
- Astragalus neo-popovii Golosk.
- Astragalus neobarnebyanus Gomez-Sosa
- Astragalus neoburkartianus Gomez-Sosa
- Astragalus neocarpus Gómez-Sosa
- Astragalus neolipskyanus Popov
- Astragalus neomexicanus Wooton & Standl.
- Astragalus neomonadelphus H.T.Tsai & T.F.Yu
- Astragalus neomonodelphus H.T. Tsai & T.T. Yu
- Astragalus nepalensis Podlech
- Astragalus nephtonensis Freyn
- Astragalus neplii (Kamelin) Podl.
- Astragalus neubauerianus Sirj. & Rech.f.
- Astragalus neuquenensis Gomez-Sosa
- Astragalus neurophyllus Franch.
- Astragalus nevinii A.Gray
- Astragalus newberryi A.Gray
- Astragalus nicharensis Bunge
- Astragalus nicolai Boriss.
- Astragalus nicorae Gomez-Sosa
- Astragalus nidularius Barneby
- Astragalus nigricalycis (M.E. Jones) Abrams
- Astragalus nigricans Barneby
- Astragalus nigriceps Popov
- Astragalus nigritus Sirj. & Rech.f.
- Astragalus nigrivestitus Podlech & I.Deml
- Astragalus nigrocalyx Slobodov
- Astragalus nigrocarpus Khass. & Malzev
- Astragalus nigrodentatus N. Ulziykh. ex Podl. & L.R. Xu
- Astragalus nigrolineatus Sirj. & Rech.f.
- Astragalus nikitinae B.Fedtsch.
- Astragalus ninae Pavlov
- Astragalus ningxiaensis Podl. & L.R. Xu
- Astragalus nishapurensis Sirj. & Rech.f.
- Astragalus nitens Boiss. & Heldr.
- Astragalus nitidiflorus Jimenez & Pau
- Astragalus nivalis Kar. & Kir.
- Astragalus nivicola Gomez-Sosa
- Astragalus nobilis B.Fedtsch.
- Astragalus norvegicus Grauer
- Astragalus nothoxys A.Gray
- Astragalus novissimus Podl. & L.R. Xu
- Astragalus noziensis Sirj. & Rech.f.
- Astragalus nuciferus Bunge
- Astragalus nucleosus Popov
- Astragalus nudisiliquus A.Nelson
- Astragalus nudus Clos
- Astragalus nummularius Lam.
- Astragalus nurabadensis Maassoumi & Podlech
- Astragalus nuratensis Popov
- Astragalus nurensis Boiss. & Buhse
- Astragalus nutans M.E.Jones
- Astragalus nutriosensis M.J.Sand.
- Astragalus nuttallianus DC.
- Astragalus nuttallii (Torr. & A.Gray) J.T.Howell
- Astragalus nutzotinensis J.Rousseau
- Astragalus nyensis Barneby
- Astragalus obcordatus Elliott
- Astragalus obscurus S.Watson
- Astragalus obtusifoliolus (S.B. Ho) Podl. & L.R.Xu
- Astragalus occultus Podl. & L.R. Xu
- Astragalus ochotensis A.P.Khokhr.
- Astragalus ochranthus Gontsch.
- Astragalus ochreatus Bunge
- Astragalus ochrias Bunge
- Astragalus ochrochlorus Boiss. & Hohen.
- Astragalus ochroleucus (Hook. & Arn.) Reiche
- Astragalus odoratus Lam.
- Astragalus oihorensis Ali
- Astragalus olchonensis Gontsch.
- Astragalus oldenburgii B.Fedtsch.
- Astragalus olgae Bunge
- Astragalus oligophyllus Boiss.
- Astragalus omissus Pachom.
- Astragalus oncotrichus Bunge
- Astragalus oniciformis Barneby
- Astragalus onobrychioides M.Bieb.
- Astragalus onobrychis L.
- Astragalus oocalycis M.E.Jones
- Astragalus oocarpus A.Gray
- Astragalus oocephalus Boiss.
- Astragalus oophorus S.Watson
- Astragalus ophiocarpus Boiss.
- Astragalus oplites Benth. ex R. Parker
- Astragalus orbicularifolius C.C.Ni & P.C.Li
- Astragalus orbiculatus Ledeb.
- Astragalus orcuttianus S.Watson
- Astragalus ordubadensis Grossh.
- Astragalus oreades C.A.Mey.
- Astragalus oreganus Torr. & A.Gray
- Astragalus oreocharis Podl. & L.R. Xu
- Astragalus ornithopodioides Lam.
- Astragalus ornithorrhynchus Popov
- Astragalus oroproselius Rech.f.
- Astragalus orthocarpoides Sirj. & Rech.f.
- Astragalus orthocarpus I.M.Johnst.
- Astragalus ortholobiformis Sumnev.
- Astragalus ortholobus Bunge
- Astragalus orthorhynchus Bornm.
- Astragalus osterhoutii M.E.Jones
- Astragalus otiporensis Boiss.
- Astragalus ovatus DC.
- Astragalus ovczinnikovii Boriss.
- Astragalus ovigerus Boiss.
- Astragalus ovoideus Sirj. & Rech.f.
- Astragalus owirensis Podlech
- Astragalus oxyglottis M.Bieb.
- Astragalus oxyodon Baker
- Astragalus oxyphysopsis Barneby
- Astragalus oxyphysus A.Gray
- Astragalus oxypterus Boriss.
- Astragalus oxyrhynchus Hemsl.
- Astragalus oxyrrhynchus Fisch. & C.A.Mey.
- Astragalus pachypus Greene
- Astragalus pachyrachis Sirj. & Rech.f.
- Astragalus pachyrhizus Popov
- Astragalus pakistanicus Podlech
- Astragalus paktiensis Podlech
- Astragalus palenae (Phil.) Reiche
- Astragalus palibinii Polozhij
- Astragalus pallescens M.Bieb.
- Astragalus palmeri A.Gray
- Astragalus pamirensis sensu Ovcz. & Rassulova
- Astragalus pamiricus (B. Fedtsch.) B. Fedtsch.
- Astragalus panamintensis E.Sheld.
- Astragalus panduratus Bunge
- Astragalus papillosus Podlech
- Astragalus paposanus I.M.Johnst.
- Astragalus paradoxus Bunge
- Astragalus paralipomenus Bunge
- Astragalus paralurges Bunge
- Astragalus paraplesius Bunge
- Astragalus pardalinus (Rydb.) Barneby
- Astragalus parimanicus Parsa
- Astragalus parodii I.M.Johnst.
- Astragalus parryi A.Gray
- Astragalus parvicarinatus S.B.Ho
- Astragalus parvulus Bornm.
- Astragalus parvus Hemsl.
- Astragalus parwanicus Podlech & I.Deml
- Astragalus pastorius H.T.Tsai & T.F.Yu
- Astragalus patagonicus (Phil.) Speg.
- Astragalus patentivillosus Gontsch.
- Astragalus patrius Maassoumi
- Astragalus pattersonii A.Gray
- Astragalus paucijugus Schrenk
- Astragalus pauper Bunge
- Astragalus pauperculus Greene
- Astragalus pauperiflorus Bornm.
- Astragalus pauperiformis B.Fedtsch.
- Astragalus pauranthus I.M.Johnst.
- Astragalus pavlovianus Gamajun.
- Astragalus pavlovii B.Fedtsch. & Basil.
- Astragalus paysonii (Rydb.) Barneby
- Astragalus peckii Piper
- Astragalus pectinatus (Hook.) G.Don
- Astragalus peduncularis Royle
- Astragalus pehuenches Niederl.
- Astragalus pelecinus (L.) Barneby
- Astragalus pellitus Bunge
- Astragalus peltatus Podlech & I.Deml
- Astragalus peltopsis (Rech. f. & Edelb.) Podlech & Rech. f.
- Astragalus penduliflorus Lam.
- Astragalus pendulinus Popov & B.Fedtsch.
- Astragalus penetratus Maassoumi
- Astragalus penicillatus Podlech
- Astragalus pennellianus Barneby
- Astragalus pentanthus Boiss.
- Astragalus perbrevis Podl. & L.R. Xu
- Astragalus perdurans Podlech
- Astragalus peregrinus Vahl
- Astragalus perianus Barneby
- Astragalus perpexus Maassoumi
- Astragalus perplexans Podlech
- Astragalus persepolitanus Boiss.
- Astragalus persicus (DC.) Fisch. & C.A.Mey.
- Astragalus persimilis Podl. & L.R. Xu
- Astragalus peruvianus Vogel
- Astragalus peterae H.T.Tsai & T.F.Yu
- Astragalus peterfii Jav.
- Astragalus petkoffii B.Fedtsch.
- Astragalus petraeus Kar. & Kir.
- Astragalus petri-primi Rassulova & Strizhova
- Astragalus petropolitanus E.Sheld.
- Astragalus petropylensis Bunge
- Astragalus petunnikowii Litv.
- Astragalus phalacrophyton I.Deml
- Astragalus phlomoides Boiss.
- Astragalus phoenix Barneby
- Astragalus phyllokentrus Hausskn. & Bornm.
- Astragalus phyllostachys Boiss. & Hausskn.
- Astragalus physocalyx Fisch.
- Astragalus physocarpus Ledeb.
- Astragalus physodes L.
- Astragalus pichleri Beck
- Astragalus pickeringii A.Gray
- Astragalus pictiformis Barneby
- Astragalus piletocladus Freyn & Sint.
- Astragalus pinetorum Boiss.
- Astragalus pinonis M.E.Jones
- Astragalus piptocephalus Boiss. & Hausskn.
- Astragalus piranshahricus Maassoumi & Podlech
- Astragalus piscator Barneby & S.L.Welsh
- Astragalus pischtovensis Gontsch.
- Astragalus piscinus (M.E.Jones) Barneby
- Astragalus pish-chakensis Maassoumi
- Astragalus pissisi (Phil.) I.M.Johnst.
- Astragalus piutensis Barneby & Mabb.
- Astragalus plagiophacos Maassoumi & Podlech
- Astragalus plattensis Torr. & A.Gray
- Astragalus platycarpus (Rydb.) Barneby
- Astragalus platyphyllus Kar. & Kir.
- Astragalus platysematus Bunge
- Astragalus platytropis A.Gray
- Astragalus plebeius Boiss.
- Astragalus plumbeus (Nevski) Gontsch.
- Astragalus podlechii I.Deml
- Astragalus podocarpus C.A.Mey.
- Astragalus podolobus Boiss.
- Astragalus podosphaerus Boiss. & Hausskn.
- Astragalus polaris (Seem.) Hook.
- Astragalus poliotrichus Bornm.
- Astragalus politovii Krylov
- Astragalus polozhiae Timokhina
- Astragalus poluninii Podlech
- Astragalus polyacanthus Benth.
- Astragalus polybotrys Boiss.
- Astragalus polyceras Kar. & Kir.
- Astragalus polycladus Bureau & Franch.
- Astragalus polygala Pall.
- Astragalus polyphyllus Bunge
- Astragalus polytimeticus Popov
- Astragalus pomonensis M.E.Jones
- Astragalus ponticus Pall.
- Astragalus popovii Pavlov
- Astragalus porphyreus Podl. & L.R. Xu
- Astragalus porphyrocalyx Y.C.Ho
- Astragalus porphyrodon C.C.Towns.
- Astragalus porphyrophysa Bornm. & Gauba
- Astragalus porrectus S.Watson
- Astragalus potaninii N.Ulziykh.
- Astragalus potosinus Barneby
- Astragalus praelongus E.Sheld.
- Astragalus praeteritus Podl. & L.R. Xu
- Astragalus prattii G.Simpson
- Astragalus preussii A.Gray
- Astragalus prilipkoanus Grossh.
- Astragalus pringlei S.Watson
- Astragalus prodigiosus K.T.Fu
- Astragalus propinquus Schischkin
- Astragalus prorifer M.E.Jones
- Astragalus proximus (Rydb.) Wooton & Standl.
- Astragalus przewalskii Bunge
- Astragalus psammophilus Golosk.
- Astragalus pseudo-beckii Sirj. & Rech.f.
- Astragalus pseudoadsurgens Jurtzev
- Astragalus pseudoamygdalinus Popov
- Astragalus pseudoanthylloides Gontsch.
- Astragalus pseudoaustralis Fisch. & C.A.Mey.
- Astragalus pseudobabatagi M.G.Pakhomova & Rassul.
- Astragalus pseudoborodinii S.B.Ho
- Astragalus pseudobrachystachys Sirj. & Rech.f.
- Astragalus pseudobrachytropis Gontsch.
- Astragalus pseudochlorostachys Ali
- Astragalus pseudochorinensis N.Ulziykh.
- Astragalus pseudocyclophyllus Rech.f.
- Astragalus pseudocytisoides Popov
- Astragalus pseudodianthus Nabelek
- Astragalus pseudoeremophysa Popov
- Astragalus pseudofragiferus Tietz
- Astragalus pseudofragrans C.C.Towns.
- Astragalus pseudoglaucus Klokov
- Astragalus pseudogompholobium Podlech
- Astragalus pseudohirsutus Nyar.
- Astragalus pseudohofmeisteri Sirj. & Rech.f.
- Astragalus pseudohypogaeus S.B.Ho
- Astragalus pseudoibicinus Maassoumi & Podlech
- Astragalus pseudoindurascens Sirj. & Rech.f.
- Astragalus pseudoiodanthus Barneby
- Astragalus pseudojagnobicus Podl. & L.R. Xu
- Astragalus pseudojohannis Maassoumi & Podlech
- Astragalus pseudokurrumensis Sirj. & Rech.f.
- Astragalus pseudomegalomerus Popov
- Astragalus pseudomultijugus Podlech
- Astragalus pseudonobilis Popov
- Astragalus pseudoparrowianus Sirj. & Rech.f.
- Astragalus pseudopellitus Podlech
- Astragalus pseudopendulinus Sirj. & Rech.f.
- Astragalus pseudopsilacanthus Ali
- Astragalus pseudopurpureus Gusul.
- Astragalus pseudorhacodes Gontsch.
- Astragalus pseudoscaberrimus S.B.Ho
- Astragalus pseudoscoparius Gontsch.
- Astragalus pseudoszovitsii Sirj. & Rech.f.
- Astragalus pseudotauricola (Ponert) Podl.
- Astragalus pseudotesticulatus N.Ulziykh.
- Astragalus pseudotetrastichus M.N.Abdull.
- Astragalus pseudotomentellus Podlech
- Astragalus pseudoutriger Grossh.
- Astragalus pseudoversicolor Y.C.Ho
- Astragalus pseudovinus Maassoumi & Podlech
- Astragalus pseudovulpinus N.Ulziykh.
- Astragalus pseudozagrosicus Maassoumi & Podlech
- Astragalus psilacanthus Boiss.
- Astragalus psilocentros Fisch.
- Astragalus psilolobus Putschkova
- Astragalus psilolophus Schrenk
- Astragalus psilosepalus Podl. & L.R. Xu
- Astragalus pskemensis Popov
- Astragalus pterocarpus S.Watson
- Astragalus ptulepilosus Sirj. & Rech.f.
- Astragalus ptychophyllus Boiss.
- Astragalus pubentissimus Torr. & A.Gray
- Astragalus puberulus Ledeb.
- Astragalus pueblae M.E.Jones
- Astragalus pulcher Korovin
- Astragalus puligumrensis Rech.f.
- Astragalus pullus G.Simpson
- Astragalus pulposus Popov
- Astragalus pulsiferae A.Gray
- Astragalus pulviniformis I.M.Johnst.
- Astragalus punae I.M.Johnst.
- Astragalus punctatus Bunge
- Astragalus puniceus Osterh.
- Astragalus purdomii G.Simpson
- Astragalus purpurascens Bunge
- Astragalus purpurinus (Y.C. Ho) Podl. & L.R. Xu
- Astragalus purpusii M.E.Jones
- Astragalus purshii Hook.
- Astragalus pushtashanicus C.C.Towns.
- Astragalus pusillus Vogel
- Astragalus pycnolobus Bunge
- Astragalus pycnorhizus Benth.
- Astragalus pycnostachyus A.Gray
- Astragalus pygmaeus (Nutt.) M.E. Jones
- Astragalus pyrrhotrichus Boiss.
- Astragalus qitaiensis Podl. & L.R. Xu
- Astragalus quinqueflorus S.Watson
- Astragalus quinquefoliolatus Bunge
- Astragalus quinquejugus Sirj. & Rech.f.
- Astragalus quisqualis Bunge
- Astragalus racemosus Pursh
- Astragalus raddeanus Regel
- Astragalus raddei Basil.
- Astragalus radicans Hornem.
- Astragalus radkanensis Bunge
- Astragalus rafaelensis M.E.Jones
- Astragalus rahensis Sirj. & Rech.f.
- Astragalus ramitensis Rassulova
- Astragalus raphaelis Ferro
- Astragalus raphiodontus Boiss.
- Astragalus rariflorus Ledeb.
- Astragalus rarissimus Popov
- Astragalus rassoulii Podlech
- Astragalus rattanii A.Gray
- Astragalus ravenii Barneby
- Astragalus rawianus C.C.Towns.
- Astragalus rawlinsianus Aitch. & Baker
- Astragalus razicus Parsa
- Astragalus recognitus Fisch.
- Astragalus recurvus Greene
- Astragalus reduncus Pall.
- Astragalus reesei Maire
- Astragalus reflexistipulus Miq.
- Astragalus reflexus Torr. & A.Gray
- Astragalus refractus Boiss. & Buhse
- Astragalus regestus Maassoumi
- Astragalus regiomontanus Barneby
- Astragalus registanicus Rech.f.
- Astragalus reichei Speg.
- Astragalus reinii Ball
- Astragalus remanens Nabelek
- Astragalus remotiflorus Boiss.
- Astragalus remotifolius Boiss. & Hausskn.
- Astragalus remotijugus Boiss. & Hohen.
- Astragalus remotus (M.E.Jones) Barneby
- Astragalus renzianus Podlech
- Astragalus reshadensis Podlech
- Astragalus retamocarpus Boiss.
- Astragalus reticulato-venosus Maassoumi & Podlech
- Astragalus reticulatus M.Bieb.
- Astragalus retusifoliatus Y.C.Ho
- Astragalus reuterianus Boiss.
- Astragalus reventiformis (Rydb.) Barneby
- Astragalus reventus A.Gray
- Astragalus reverdattoanus Sumnev.
- Astragalus rhabdophorus Bornm.
- Astragalus rhacodes Bunge
- Astragalus rhizanthus Benth.
- Astragalus rhizocephalus Baker
- Astragalus rhodosemius Boiss. & Hausskn.
- Astragalus richii A.Gray
- Astragalus rigidulus Bunge
- Astragalus rimarum Bornm.
- Astragalus riouxii Rech.f.
- Astragalus riparius Barneby
- Astragalus ripleyi Barneby
- Astragalus rivashensis Maassoumi
- Astragalus robbinsii A.Gray
- Astragalus robustus Bunge
- Astragalus roemeri Simonk.
- Astragalus rollovii Grossh.
- Astragalus romasanus Ulbr.
- Astragalus rosae Kirchhoff
- Astragalus roschanicus B.Fedtsch.
- Astragalus rosellus Sirj. & Rech.f.
- Astragalus roseus (Steven) Ledeb.
- Astragalus rostratus C.A.Mey.
- Astragalus rotundus Gontsch.
- Astragalus rubellus Gontsch.
- Astragalus rubescens Kovalevsk. & Vved.
- Astragalus rubriflorus Bunge
- Astragalus rubrifolius V.V.Nikitin
- Astragalus rubrigalli Popov
- Astragalus rubrivenosus Gontsch.
- Astragalus rubrocalycinus Maassoumi & Podlech
- Astragalus rubrolineatus Sirj. & Rech.f.
- Astragalus rubromarginatus Czerniak.
- Astragalus rubrostriatus Bunge
- Astragalus rubtzovii Boriss.
- Astragalus rudolffii N.Ulziykh.
- Astragalus rufescens Freyn
- Astragalus ruiz-lealii I.M.Johnst.
- Astragalus rumpens Meffert
- Astragalus rupifragiformis Popov
- Astragalus rupifragus Pall.
- Astragalus rusbyi Greene
- Astragalus ruscifolius Boiss.
- Astragalus rytidocarpus Ledeb.
- Astragalus rytilobus Bunge
- Astragalus rzaevii Grossh.
- Astragalus sabuletorum Ledeb.
- Astragalus sabulonum A.Gray
- Astragalus sabulosus M.E.Jones
- Astragalus sabzakensis Kirchhoff
- Astragalus saccatocarpus K.T.Fu
- Astragalus saccatus Boiss.
- Astragalus saccocalyx Fisch. & C.A.Mey.
- Astragalus sachalinensis Bunge
- Astragalus sachanewii Sirj.
- Astragalus sachokianus Grossh.
- Astragalus saetiger Becht
- Astragalus saganlugensis Trautv.
- Astragalus sagastaigolensis N. Ulziykh. ex Podl. & L.R. Xu
- Astragalus sahendi Buhse
- Astragalus saichanensis Sanchir
- Astragalus salangensis Podlech
- Astragalus salatavicus Bunge
- Astragalus salmonis M.E.Jones
- Astragalus salsugineus Kar. & Kir.
- Astragalus sanandajianus Tietz
- Astragalus sanbilingensis H.T.Tsai & T.F.Yu
- Astragalus sanctae-crucis Speg.
- Astragalus sanctorum Barneby
- Astragalus sanczirii N.Ulziykh.
- Astragalus sandalaschensis Nikitina
- Astragalus sangcharakensis Podlech
- Astragalus sangesuricus Boriss.
- Astragalus sangimashensis Rech.f.
- Astragalus sangonensis Širj. & Rech. f.
- Astragalus sanguineus Rydb.
- Astragalus sanguinolentus M.Bieb.
- Astragalus sarae Eig
- Astragalus saralensis Gontsch.
- Astragalus saratagius Bunge
- Astragalus sarbasnensis B.Fedtsch.
- Astragalus sarchanensis Gontsch.
- Astragalus sarcocolla Dymock
- Astragalus sardaimionensis Ovcz. & Rassulova
- Astragalus sarobiensis Rech.f.
- Astragalus sarygorensis Rassulova
- Astragalus sarytavicus Popov
- Astragalus satoi Kitag.
- Astragalus satteotoichus Gontsch.
- Astragalus saurinus Barneby
- Astragalus savellanicus Podlech
- Astragalus saxifractor Rech.f. & Gilli
- Astragalus saxorum G.Simpson
- Astragalus scaberrimus Bunge
- Astragalus scabrisetus Bong.
- Astragalus scalaris S.Watson
- Astragalus scaphoides (M.E.Jones) Rydb.
- Astragalus schachbuzensis Rzazade
- Astragalus schachdarinus Lipsky
- Astragalus schachimardanus Basil.
- Astragalus schahrudensis Bunge
- Astragalus schanginianus Pall.
- Astragalus schelichowii Turcz.
- Astragalus schemachensis Karjagin
- Astragalus scheremetevianus B.Fedtsch.
- Astragalus schimperi Boiss.
- Astragalus schinetorum Barneby
- Astragalus schirkuhicus Bornm.
- Astragalus schistocalyx Bunge
- Astragalus schistosus Boiss. & Hohen.
- Astragalus schizotropis Murb.
- Astragalus schmalhausenii Bunge
- Astragalus schmidii Podlech
- Astragalus schmolliae C.L.Porter
- Astragalus schrenkianus Fisch. & C.A.Mey.
- Astragalus schugnanicus B.Fedtsch.
- Astragalus schumilovae Polozhij
- Astragalus schutensis Gontsch.
- Astragalus sciadophorus Franch.
- Astragalus sciureus Boiss. & Hohen.
- Astragalus sclerocarpus A.Gray
- Astragalus scleropodius Ledeb.
- Astragalus scleroxylon Bunge
- Astragalus scoparius Schrenk
- Astragalus scopulorum Porter
- Astragalus scorpioides Willd.
- Astragalus scorpiurus Bunge
- Astragalus scutaneus Barneby
- Astragalus secretus Podl. & L.R. Xu
- Astragalus secundiflorus Rassulova
- Astragalus secundus DC.
- Astragalus sedaensis Y.C.Ho
- Astragalus segazicus Parsa
- Astragalus seidabadensis Bunge
- Astragalus semenovii Bunge
- Astragalus semicircularis P.C. Li
- Astragalus semideserti Gontsch.
- Astragalus semilunatus Podlech
- Astragalus semnanensis Bornm. & Rech.f.
- Astragalus sempervirens Lam.
- Astragalus senilis Bornm.
- Astragalus sepultipes (Barneby) Barneby
- Astragalus serenoi (Kuntze) E.Sheld.
- Astragalus sericeocanus Gontsch.
- Astragalus sericeopuberulus Boriss.
- Astragalus sericopetalus Trautv.
- Astragalus sericophyllus Griseb.
- Astragalus sericostachys Stocks
- Astragalus serpens M.E.Jones
- Astragalus sesameus L.
- Astragalus sesamoides Boiss.
- Astragalus sesquiflorus S.Watson
- Astragalus setosulus Gontsch.
- Astragalus setulosus Gontsch.
- Astragalus sevangensis Grossh.
- Astragalus severzovii Bunge
- Astragalus sewertzovii Bunge
- Astragalus shagalensis Grossh.
- Astragalus shahpouricus Parsa
- Astragalus sharestanicus Podlech & I.Deml
- Astragalus sharifii Sirj. & Rech.f.
- Astragalus shatuensis Podlech
- Astragalus sheldonii (Rydb.) Barneby
- Astragalus shelkovnikovii Grossh.
- Astragalus sheriffii Podlech
- Astragalus shevockii Barneby
- Astragalus shinanensis Ohwi
- Astragalus shiroumensis Makino
- Astragalus shortianus Torr. & A.Gray
- Astragalus shultziorum Barneby
- Astragalus siahderrensis Sirj. & Rech.f.
- Astragalus sichuanensis L. Meng, X.Y. Zhu & P.G. Xiao
- Astragalus sieberi DC.
- Astragalus sierrae (M.E. Jones) Tidestr.
- Astragalus sieversianus Pall.
- Astragalus sikkimensis Bunge
- Astragalus sikokianus Nakai
- Astragalus siliceus Barneby
- Astragalus siliquosus Boiss.
- Astragalus simplicifolius (Torr. & A.Gray) A.Gray
- Astragalus simpsonii E.Peter
- Astragalus sinaicus Boiss.
- Astragalus sinaloae Barneby
- Astragalus sinicus L.
- Astragalus sinkiangensis Podl. & L.R. Xu
- Astragalus sinuatus Piper
- Astragalus sirensis Turrill
- Astragalus sirinicus Ten.
- Astragalus sisyrodites Bunge
- Astragalus sitiens Bunge
- Astragalus skorniakowi B.Fedtsch.
- Astragalus skythropos Bunge
- Astragalus smithianus E.Peter
- Astragalus sobolevskiae Polozhij
- Astragalus sogdianus Bunge
- Astragalus sogotensis Lipsky
- Astragalus sojakii Podlech
- Astragalus solandri Lowe
- Astragalus solitarius M.Peck
- Astragalus somcheticus K.Koch
- Astragalus sommieri Freyn
- Astragalus sophoroides M.E.Jones
- Astragalus souliei G.Simpson
- Astragalus soxmaniorum Lundell
- Astragalus spachianus Boiss.
- Astragalus spaldingii A.Gray
- Astragalus sparsiflorus A.Gray
- Astragalus sparsus Decne.
- Astragalus spartioides Kar. & Kir.
- Astragalus spatulatus E.Sheld.
- Astragalus speciosissimus Pavlov
- Astragalus speciosus Boiss. & Hohen.
- Astragalus spegazzinii I.M.Johnst.
- Astragalus speirocarpus A.Gray
- Astragalus sphaeranthus Boiss.
- Astragalus sphaerocystis Bunge
- Astragalus sphaerophysa Kar. & Kir.
- Astragalus spinellus Boiss. & Hausskn.
- Astragalus spinescens Bunge
- Astragalus spinosus (Forssk.) Muschl.
- Astragalus sprucei I.M.Johnst.
- Astragalus spruneri Boiss.
- Astragalus spryginii Popov
- Astragalus squarrosulus Sanchir
- Astragalus squarrosus Bunge
- Astragalus stalinskyi Sirj.
- Astragalus stapfii Sirj.
- Astragalus steinbergianus Sumnev.
- Astragalus steineranus Podlech
- Astragalus stella L.
- Astragalus stenanthus Bunge
- Astragalus stenocarpus Gontsch.
- Astragalus stenoceras C.A.Mey.
- Astragalus stenoceroides Boriss.
- Astragalus stenocystis Bunge
- Astragalus stenolepis Fisch.
- Astragalus stenopterus Sirj. & Rech.f.
- Astragalus stenostegius Boiss. & Hausskn.
- Astragalus stephenianus Aitch. & Baker
- Astragalus steppicola ""Sirj., Rech.f. & Aellen""
- Astragalus stepporum Podlech
- Astragalus sterilis Barneby
- Astragalus stevenianus DC.
- Astragalus stewartii Baker
- Astragalus stipitatus Bunge
- Astragalus stipulatus Sims
- Astragalus stipulosus Boriss.
- Astragalus stocksii Bunge
- Astragalus straturensis M.E.Jones
- Astragalus straussii Bornm.
- Astragalus striatiflorus Jones
- Astragalus strictilobus Barneby
- Astragalus strictipes Bornm.
- Astragalus strictus Benth.
- Astragalus strigosostipulatus Rech.f. & Koie emend.I.Deml
- Astragalus strigulosus Kunth
- Astragalus strizhovae Ovcz. & Rassulova
- Astragalus subalpinus Freyn
- Astragalus subarcuatus Popov
- Astragalus subauriculatus Gontsch.
- Astragalus subbijugus Ledeb.
- Astragalus subcinereus A.Gray
- Astragalus subdjenarensis L.I.Vassiljeva
- Astragalus suberosus Banks & Sol.
- Astragalus subexcendens Gontsch.
- Astragalus subinduratus Gontsch.
- Astragalus submaculatus Boriss.
- Astragalus submitis Boiss. & Hohen.
- Astragalus subrosulariformis Sirj. & Rech.f.
- Astragalus subrosularis Gontsch.
- Astragalus subscaposus Boriss.
- Astragalus subschachimardanus Popov
- Astragalus subsecundus Boiss. & Hohen.
- Astragalus subspinescens Popov
- Astragalus subspongocarpus Ovcz. & Rassulova
- Astragalus substenoceras Boriss.
- Astragalus substipitatus Gontsch.
- Astragalus subternatus Pavlov
- Astragalus subuliformis DC.
- Astragalus subumbellatus Klotzsch
- Astragalus subverticillatus Gontsch.
- Astragalus subvestitus (Jeps.) Barneby
- Astragalus succumbens Hook.
- Astragalus suffalcatus Bunge
- Astragalus suffruticosus DC.
- Astragalus suidenensis Bunge
- Astragalus sulcatus L.
- Astragalus sulfuratus Rech.f. & Gilli
- Astragalus sultani Ali
- Astragalus sumbari Popov
- Astragalus sumneviczii Pavlov
- Astragalus sungpanensis E.Peter
- Astragalus supervisus (Kuntze) E.Sheld.
- Astragalus supinus C.A.Mey.
- Astragalus supraglaber Kitam.
- Astragalus supralaevis Podl. & L.R. Xu
- Astragalus suprapilosus Gontsch.
- Astragalus surchobi Gontsch.
- Astragalus susianus Boiss.
- Astragalus sutchuenensis Franch.
- Astragalus sympileicarpus Rech.f.
- Astragalus syreitschikovii Pavlov
- Astragalus szovitsii Fisch. & C.A.Mey.
- Astragalus tabrisianus Boiss. & Buhse
- Astragalus tachdirtensis Andr.
- Astragalus taipaishanensis Y.C.Ho
- Astragalus taiyuanensis S.B.Ho
- Astragalus takharensis Podlech
- Astragalus takhtadzhjanii Grossh.
- Astragalus talagonicus Boiss.
- Astragalus talassicus Popov
- Astragalus talbotianus Aitch. & Baker
- Astragalus talimansurensis Sirj. & Rech.f.
- Astragalus tamiricus N.Ulziykh.
- Astragalus tanae Sosn.
- Astragalus tanaiticus K.Koch
- Astragalus tanguticus Batalin
- Astragalus taochius Woronov
- Astragalus tarchankuticus Boriss.
- Astragalus tarijensis Wedd.
- Astragalus tarumensis Sirj. & Rech.f.
- Astragalus taschkendicus Bunge
- Astragalus tashkutanus V.A.Nikitin
- Astragalus tashqurghanicus Rech.f. & Podlech
- Astragalus tataricus Franch.
- Astragalus tatjanae Lincz.
- Astragalus tatsienensis Bureau & Franch.
- Astragalus taubertianus E.A.Durand & Barratte
- Astragalus tauricolus Boiss.
- Astragalus tawilicus C.C.Towns.
- Astragalus teberdensis B.Fedtsch.
- Astragalus tecti-mundi Freyn
- Astragalus tegetarioides M.E.Jones
- Astragalus tehchingensis K.T.Fu
- Astragalus teheranicus Boiss.
- Astragalus tehuelches Speg.
- Astragalus tekesensis S.B.Ho
- Astragalus tekessicus Bajtenov
- Astragalus tekutjevii Gontsch.
- Astragalus temirensis Popov
- Astragalus tenax Bunge
- Astragalus tenellus Pursh
- Astragalus tener A.Gray
- Astragalus tennesseensis Chapman
- Astragalus tenuicaulis Bunge
- Astragalus tenuifolius L.
- Astragalus tenuiscapus Freyn & Bornm.
- Astragalus tephreschensis Rech.f. & al.
- Astragalus tephrodes A.Gray
- Astragalus tephrolobus Bunge
- Astragalus tephrosioides Boiss.
- Astragalus terekliensis Gontsch.
- Astragalus terektensis Fisjun
- Astragalus termeanus Maassoumi & Podlech
- Astragalus terminalis S.Watson
- Astragalus terracianoi Vals.
- Astragalus terrae-rubrae Butkov
- Astragalus terrestris Kitam.
- Astragalus tesquorum Podl. & L.R. Xu
- Astragalus testiculatus Pall.
- Astragalus tetrapterus A.Gray
- Astragalus tetrastichus Bunge
- Astragalus thaumasios Podlech
- Astragalus thermensis Vals.
- Astragalus thionanthus Bornm.
- Astragalus thlaspi Lipsky
- Astragalus thomsonii Podlech
- Astragalus thurberi A.Gray
- Astragalus thyrsiflorus Sirj. & Rech.f.
- Astragalus tibetanus Bunge
- Astragalus tibeticola Podl. & L.R. Xu
- Astragalus tidestromii (Rydb.) Clokey
- Astragalus tiehmii Barneby
- Astragalus tigridis Boiss.
- Astragalus tingriensis C.C.Ni & P.C.Li
- Astragalus tioides (Rydb.) Barneby
- Astragalus titanophilus Barneby
- Astragalus titovii Gontsch.
- Astragalus toanus M.E.Jones
- Astragalus tokachiensis T.Yamaz. & Kadota
- Astragalus toksunensis S.B.Ho
- Astragalus tolgorensis Sirj. & Rech.f.
- Astragalus tolmaczevii Jurtzev
- Astragalus tolucanus Robinson & Seaton
- Astragalus tomentellus Podlech
- Astragalus tongolensis Ulbr.
- Astragalus toppinianus Ali
- Astragalus toquimanus Barneby
- Astragalus tortipes J.L.Anderson & J.M.Porter
- Astragalus tortuosus DC.
- Astragalus touranicus Freitag & Podlech
- Astragalus trachoniticus Post
- Astragalus trachyacanthus Fisch.
- Astragalus trachycarpus Gontsch.
- Astragalus tragacantha L.
- Astragalus transecticola Podl. & L.R. Xu
- Astragalus transnominatus M.N.Abdull.
- Astragalus traskiae Eastw.
- Astragalus tremolsianus Pau
- Astragalus tribulifolius Bunge
- Astragalus tribuloides Delile
- Astragalus tricarinatus A.Gray
- Astragalus trichanthus Golosk.
- Astragalus trichocarpus Benth.
- Astragalus tricholobus DC.
- Astragalus trichopodus (Torr. & A.Gray) A.Gray
- Astragalus triflorus (DC.) A.Gray
- Astragalus trigonelloides Boiss.
- Astragalus trigonocarpus (Turcz.) Bunge
- Astragalus trigonus DC.
- Astragalus trijugus Podl. & L.R. Xu
- Astragalus trimestris L.
- Astragalus triqueter Bornm. & Gauba
- Astragalus triradiatus Bunge
- Astragalus troglodytus S.Watson
- Astragalus truncato-alatus Sirj. & Rech.f.
- Astragalus tsataensis C.C.Ni & P.C.Li
- Astragalus tscharynensis Popov
- Astragalus tschimganicus Popov
- Astragalus tschujensis Bunge
- Astragalus tshegemensis Galushko
- Astragalus tugarinovii Basil.
- Astragalus tulinovii B.Fedtsch.
- Astragalus tumbatsica C.Marquand & Airy Shaw
- Astragalus tumninensis N.S.Pavlova & Bassargin
- Astragalus tungensis G.Simpson
- Astragalus tupalangi Gontsch.
- Astragalus turajguricus Golosk.
- Astragalus turbinatus Bunge
- Astragalus turcomanicus Bunge
- Astragalus turczaninowii Kar. & Kir.
- Astragalus turgidocarpus K.T.Fu
- Astragalus turkestanus Bunge
- Astragalus turolensis Pau
- Astragalus turrillianus Parsa
- Astragalus tweedyi Canby
- Astragalus tyghensis M.Peck
- Astragalus typhaeformis Maassoumi
- Astragalus typhoideus Maassoumi
- Astragalus tyttocarpus Gontsch.
- Astragalus ufraensis Freyn & Sint.
- Astragalus ugamicus Popov
- Astragalus ujalensis Gontsch.
- Astragalus uliginosus L.
- Astragalus ulodjensis Sirj. & Rech.f.
- Astragalus ulothrix Beck
- Astragalus ulziykhutagii Sytin
- Astragalus umbellatus Bunge
- Astragalus umbraticus E.Sheld.
- Astragalus uncialis Barneby
- Astragalus uniflorus DC.
- Astragalus unifoliolatus Bunge
- Astragalus unijugus Bunge
- Astragalus unilateralis Kar. & Kir.
- Astragalus unilocularis Kamelin & Pachom.
- Astragalus uninodus Popov & Vved.
- Astragalus uraniolimneus Boiss.
- Astragalus urbanianus Ulbr.
- Astragalus urceolatus (Greene ex Rydb.) Greene ex Ch. Porter
- Astragalus urgunensis Podlech
- Astragalus urgutinus Lipsky
- Astragalus urmiensis Bunge
- Astragalus urunguensis N.Ulziykh.
- Astragalus ustiurtensis Bunge
- Astragalus utahensis (Torr.) Torr. & A.Gray
- Astragalus utriger Pall.
- Astragalus vaccarum A.Gray
- Astragalus vaginatus Pall.
- Astragalus vagus Reiche
- Astragalus valerianensis I.M.Johnst.
- Astragalus vallaris M.E.Jones
- Astragalus vallestris Kamelin
- Astragalus vallicoides A.P.Khokhr.
- Astragalus vallicola Gontsch.
- Astragalus valparadisiensis Speg.
- Astragalus vanillae Boiss.
- Astragalus vardziae Charadze & Chinthib.
- Astragalus variabilis Maxim.
- Astragalus variegatus Freyn & Bornm.
- Astragalus variistipula Turrill
- Astragalus varius S.G.Gmel.
- Astragalus varus (J.F. Macbr.) Gómez-Sosa
- Astragalus varzobicus Gontsch.
- Astragalus vassilczenkoanus Golosk.
- Astragalus vassilczenkoi Berdyev
- Astragalus vavilovii Tamamsch. & Fed.
- Astragalus vegetior Gontsch.
- Astragalus vegetus Bunge
- Astragalus velatus Trautv.
- Astragalus velenowskyi Nabelek
- Astragalus venturii I.M.Johnst.
- Astragalus venulosus Boiss.
- Astragalus venustus Maassoumi & Podlech
- Astragalus veresczaginii Krylov & Sumnev.
- Astragalus vereskensis Maassoumi & Podlech
- Astragalus verrucosus Moris
- Astragalus versicolor Pall.
- Astragalus versipilus Rech.f. & Koie
- Astragalus verticillatus (Phil.) Reiche
- Astragalus verus Olivier
- Astragalus vescus Podl. & L.R. Xu
- Astragalus vesicarius L.
- Astragalus vesiculosus Clos
- Astragalus vessalae Maassoumi & Podlech
- Astragalus vexans Rech.f. & Koie
- Astragalus vexillaris Boiss.
- Astragalus vexilliflexus E.Sheld.
- Astragalus vicarius Lipsky
- Astragalus vicia Sirj. & Rech.f.
- Astragalus villosissimus Bunge
- Astragalus villosus Michx.
- Astragalus virens Pavlov
- Astragalus virgaeformis Sirj. & Rech.f.
- Astragalus viridiflavus N.Ulziykh.
- Astragalus viridiflorus Boriss.
- Astragalus viridiformis Sirj.
- Astragalus viridis Bunge
- Astragalus visibilis Podl. & L.R. Xu
- Astragalus vogelii (Webb) Bornm.
- Astragalus volkii Rech.f.
- Astragalus vulcanicus Bornm.
- Astragalus vulpinus Willd.
- Astragalus vvedenskyi Popov
- Astragalus wachschi B.Fedtsch.
- Astragalus wagneri Bunge
- Astragalus wardii A.Gray
- Astragalus waterfallii Barneby
- Astragalus webberi A.Gray
- Astragalus webbianus Benth.
- Astragalus weberbaueri Ulbr.
- Astragalus weddellianus (Kuntze) I.M.Johnst.
- Astragalus weirianus Aitch. & Baker
- Astragalus weiserensis (M.E. Jones) Abrams
- Astragalus weixiensis Y.C.Ho
- Astragalus weixinensis Y.C. Ho
- Astragalus welshii Barneby
- Astragalus wendelboi I.Deml
- Astragalus wenquanensis S.B.Ho
- Astragalus wensuensis S.B.Ho
- Astragalus wenxianensis Y.C.Ho
- Astragalus werdermannii I.M.Johnst.
- Astragalus wetherillii M.E.Jones
- Astragalus whitneyi A.Gray
- Astragalus williamsii Britton & Rydb.
- Astragalus willisii Popov
- Astragalus wilmottianus Stoj.
- Astragalus wingatanus S.Watson
- Astragalus winkleri Trautv.
- Astragalus wittmannii Barneby
- Astragalus woldemari Juz.
- Astragalus wolgensis Bunge
- Astragalus wolungensis P.C. Li
- Astragalus woodruffii M.E.Jones
- Astragalus wootonii E.Sheld.
- Astragalus wrangelii Sirj.
- Astragalus wrightii A.Gray
- Astragalus wulumuqianus K.T.Fu
- Astragalus wulumuquanus K.T. Fu
- Astragalus wushanicus G.Simpson
- Astragalus xanthomeloides Korovin & Popov
- Astragalus xanthotrichus Ledeb.
- Astragalus xanthoxiphidiopsis Rech.f.
- Astragalus xiaojinensis Y.C.Ho
- Astragalus xiphidioides Freyn & Sint.
- Astragalus xiphidiopsis Bornm.
- Astragalus xiphidium Bunge
- Astragalus xiphoides (Barneby) Barneby
- Astragalus xipholobus Popov
- Astragalus xiqingshanicus Yu H. Wu
- Astragalus xitaibaicus (K.T. Fu) Podl. & L.R. Xu
- Astragalus xylobasis sensu Rawi
- Astragalus xylocladus Rech.f. & Gilli
- Astragalus yamamotoi Miyabe & Tatew.
- Astragalus yanerwoensis Podl. & L.R. Xu
- Astragalus yangchangii Podl. & L.R. Xu
- Astragalus yangii C. Chen & Zi G. Qian
- Astragalus yangtzeanus G.Simpson
- Astragalus yatungensis C.C.Ni & P.C.Li
- Astragalus yechengensis Podl. & L.R. Xu
- Astragalus yoder-williamsii Barneby
- Astragalus yumenensis S.B.Ho
- Astragalus yunnanensis Franch.
- Astragalus yutianensis Podl. & L.R. Xu
- Astragalus zacatecanus (Rydb.) Barneby
- Astragalus zadaensis Podl. & L.R. Xu
- Astragalus zagrosicus Boiss. & Hausskn.
- Astragalus zaissanensis Sumnev.
- Astragalus zangelanus Grossh.
- Astragalus zanskarensis Bunge
- Astragalus zaprjagaevii Gontsch.
- Astragalus zarokoensis Rassulova
- Astragalus zayuensis C.C.Ni & P.C.Li
- Astragalus zemuensis W.W.Sm.
- Astragalus zerdanus Boiss.
- Astragalus zhouquinus K.T. Fu
- Astragalus ziaratensis Podlech
- Astragalus zingeri Korsh.
- Astragalus zionis M.E.Jones
- Astragalus zohrabi Bunge
- Astragalus zuvanticus Grossh.